# Нью-Бритенський музей американського мистецтва
Нью-Бритенський музей американського мистецтва ( англ. New Britain Museum of American Art) — практично перший музей за часом заснування, що спеціалізований на історії розвитку живопису Сполучених Штатів у країні.

## Заснування і первісний період

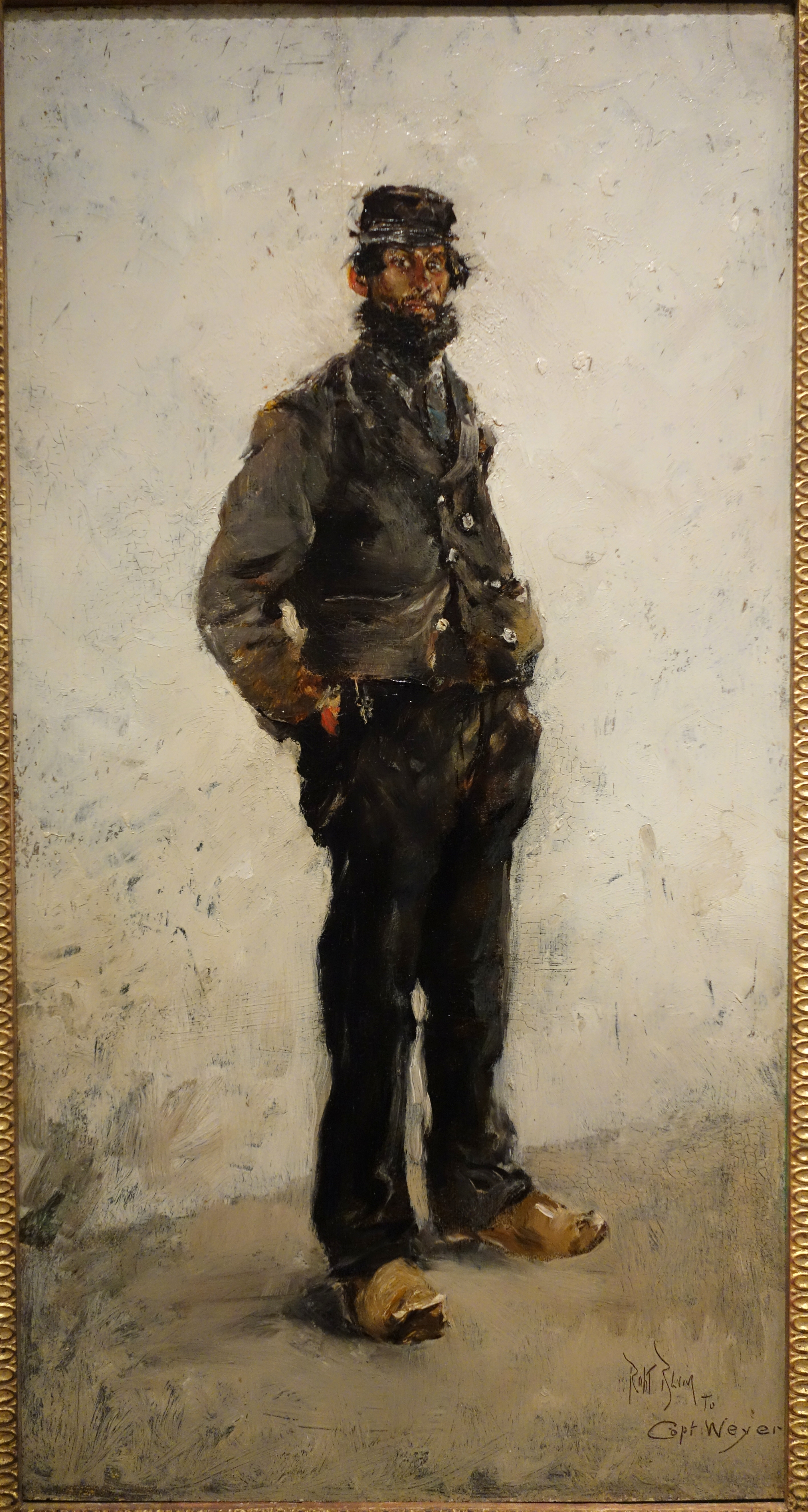
Роберт Блум. «Емігрант», 1882 р. Нью Бритненський музей американського мистецтва

Витоки музею були у діяльності института Нью-Бритен, заснованого у місті 1853 року для розвитку освіти і мистецтв, особливо у середовищі емігрантів.
Лише 1903 року заклад отримав грошовий внесок у 25.000 доларів (заповіт Джона Батлера Телкотта) з побажанням придбати «оригінали сучасних картин олійними фарбами від родичів американських та іноземних художників». Тому 1903 рік вважають роком заснування музею. Про створення музею в провінційному місті Нью-Бритн прознав тодішній куратор відділу живопису Метрополітен музею у Нью-Йорку містер Брайсон Берроуз. Берроуз і порадив керівництву музею зосередитися на придбаннях творів художників Сполучених Штатів. Вони на той час мало коштували, музей мав можливість швидко збільшити власні збірки при невеликих грошових витратах. Керівництво музею і зробило цю пораду програмною. Лише у виняткових випадках вони витрачали на придбання окремих експонатів 1.000 доларів чи більше. Водночас у музею сформувалось власне «обличчя», бо він став спеціалізуватися на національному живопису (а згодом і на ілюстраціях та скульптурі), як то було у Галереї Тейт у Лондоні чи у Третьяковській галереї, теж спеціалізованих на історії національного мистецтва.

## Приміщення і філії музею

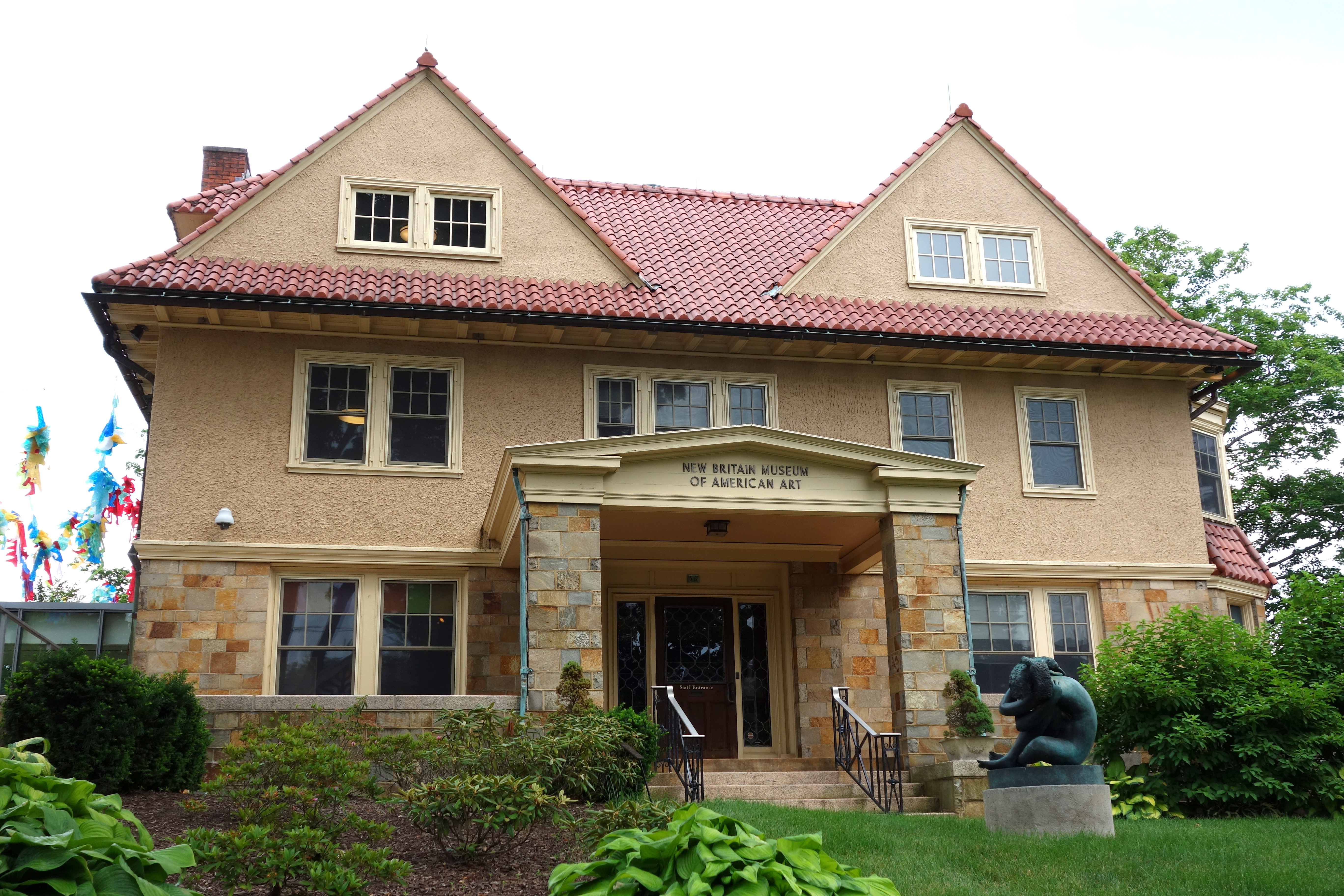
Лендерс Хаус, філія музею

Багата вдова, пані Грейс Джадд Лендерс, побажала передати музею значну грошову суму, але горші пропали у 1929 році від економічної кризи. Пані Грейс Лендерс не відступилася від намірів зміцнити стан музею і по закінченні економічної кризи 1934 року передала у відомство музею власний будинок.
Згодом філією музею стала галерея  Театрворкз (TheatreWorks)у місті Хартфорд, штат Коннектикут, можливості котрої помітно менші.
Виконавчим директором Нью Бритн музею 1999 року став містер Дуглас Хайленд. Він посприяв отриманню нових грошових сум, в тому числі і від спонсорів за межами міста. Головна споруда отримала приміщення у 4.000 кв. метрів, а кількість експонатів зрозла до 10.000. Була збільшена і кількість штатних співпрацівників музею, збільшена і кількість друзів-піклувальників музею від 1200 до 3500 осіб.

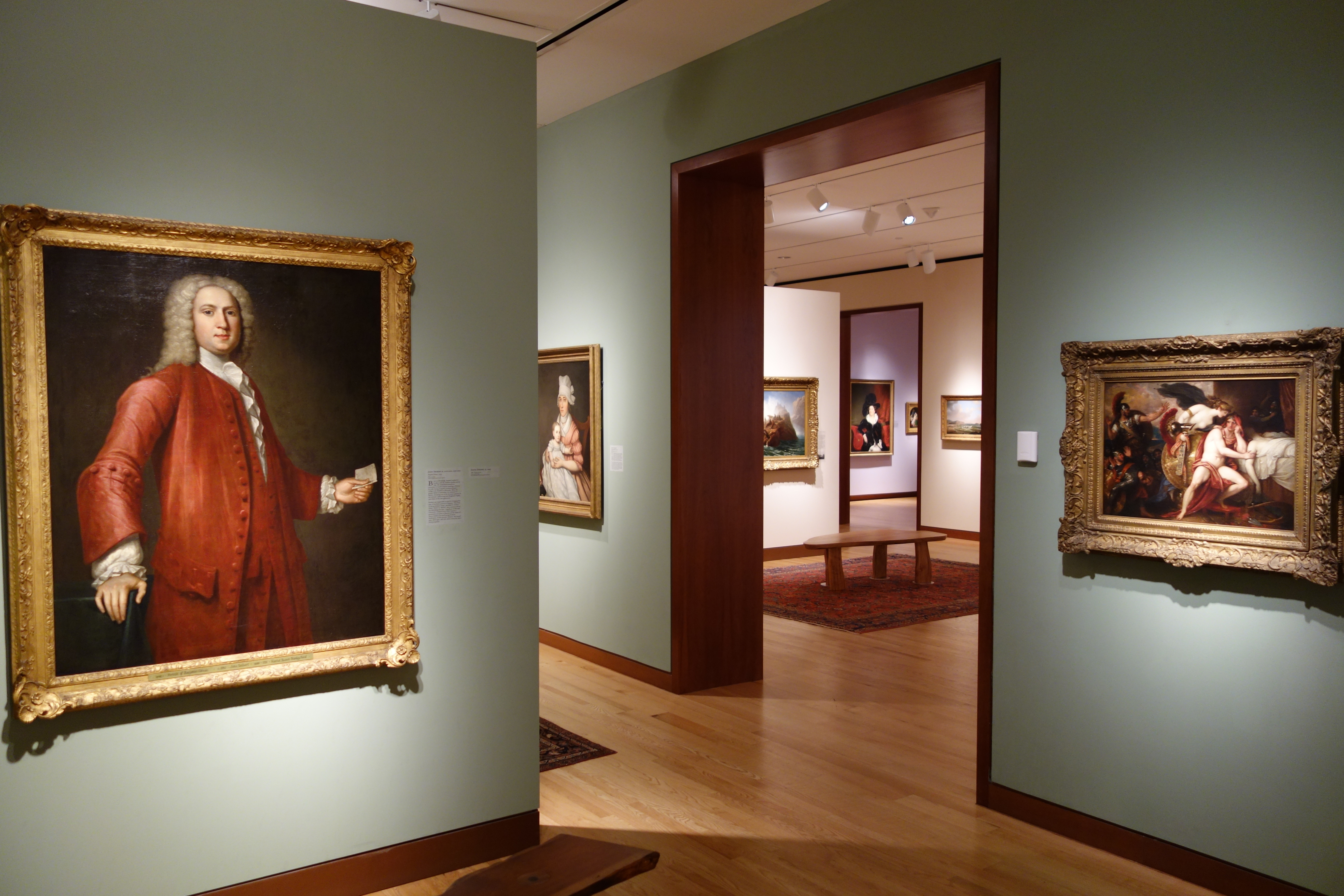
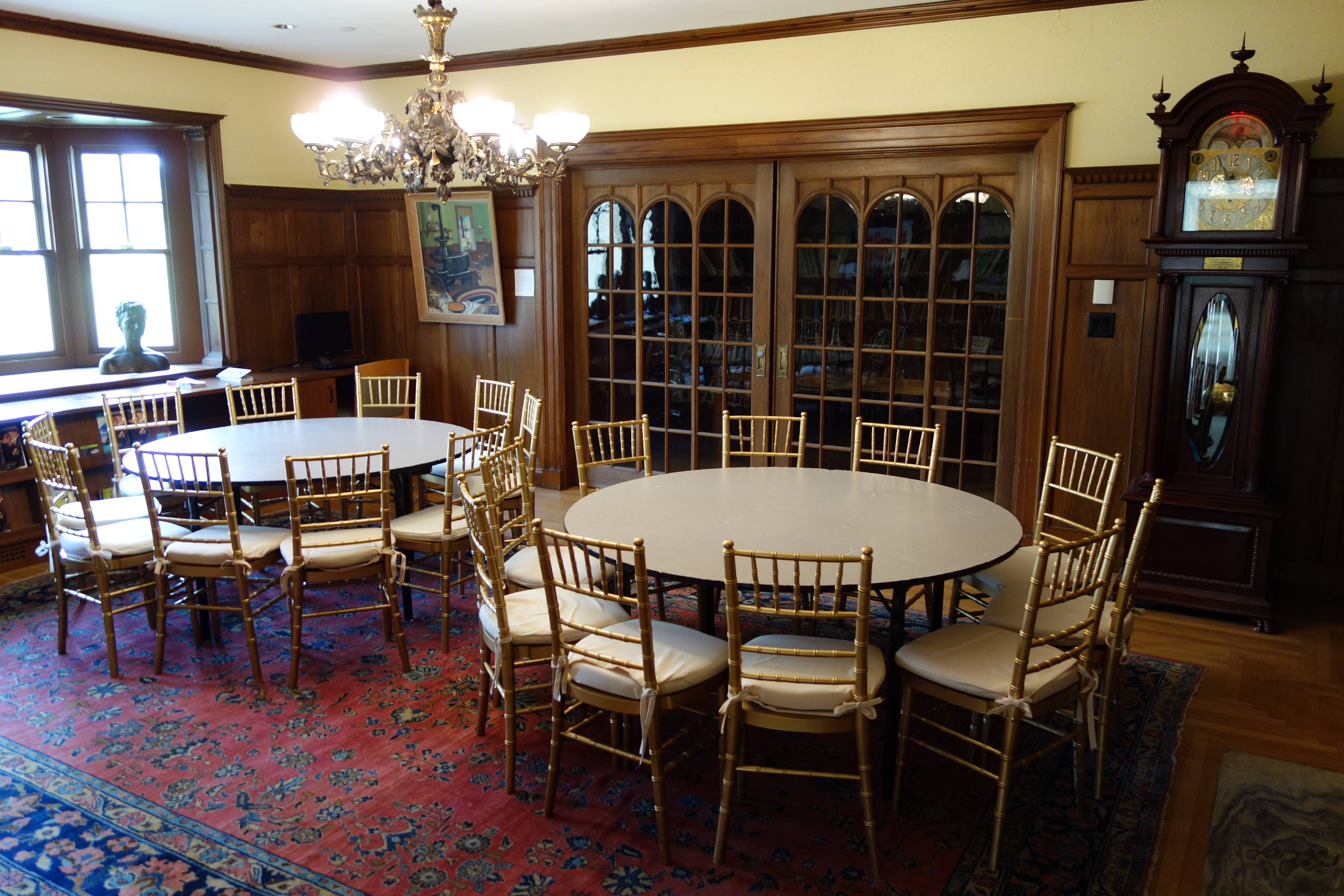
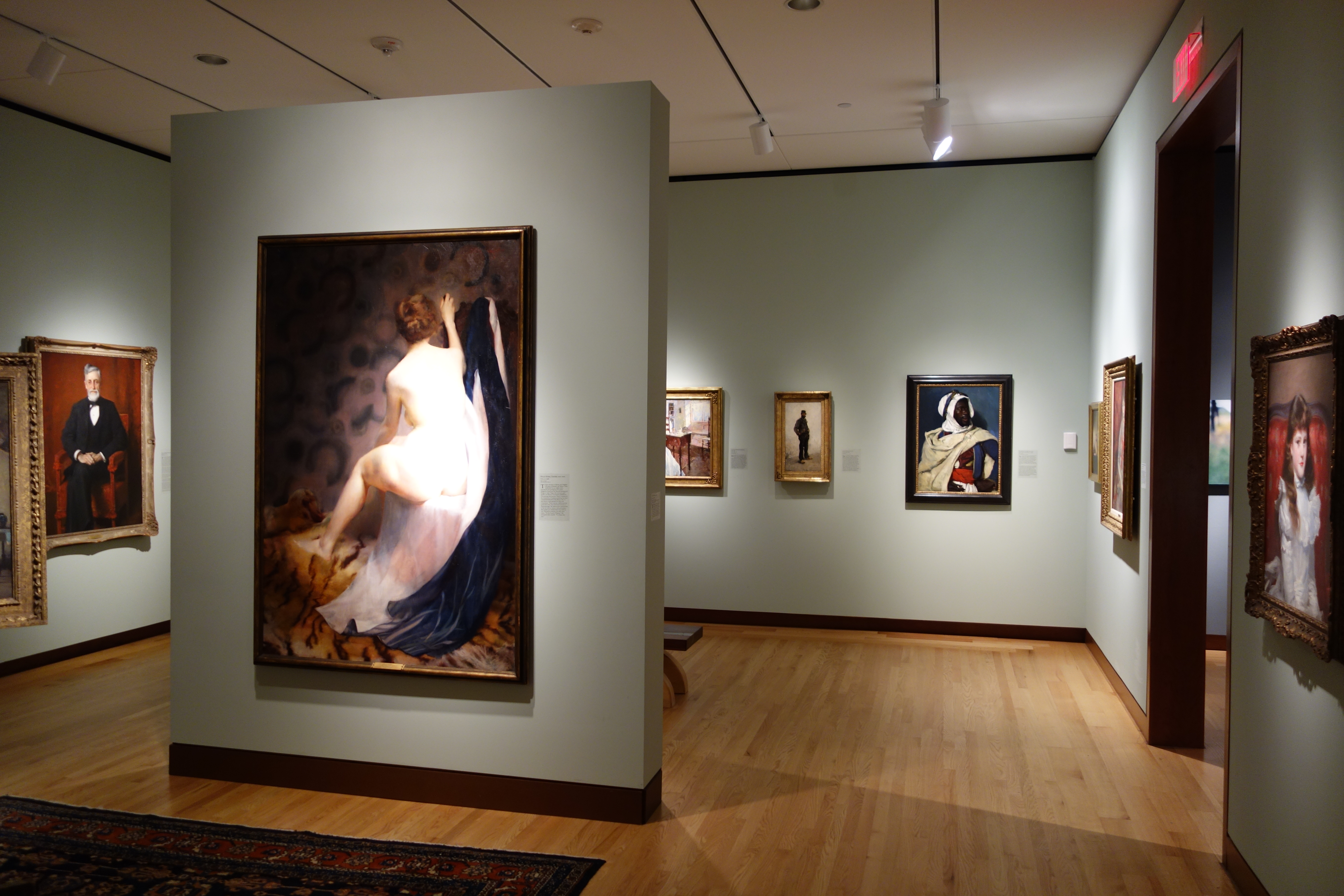
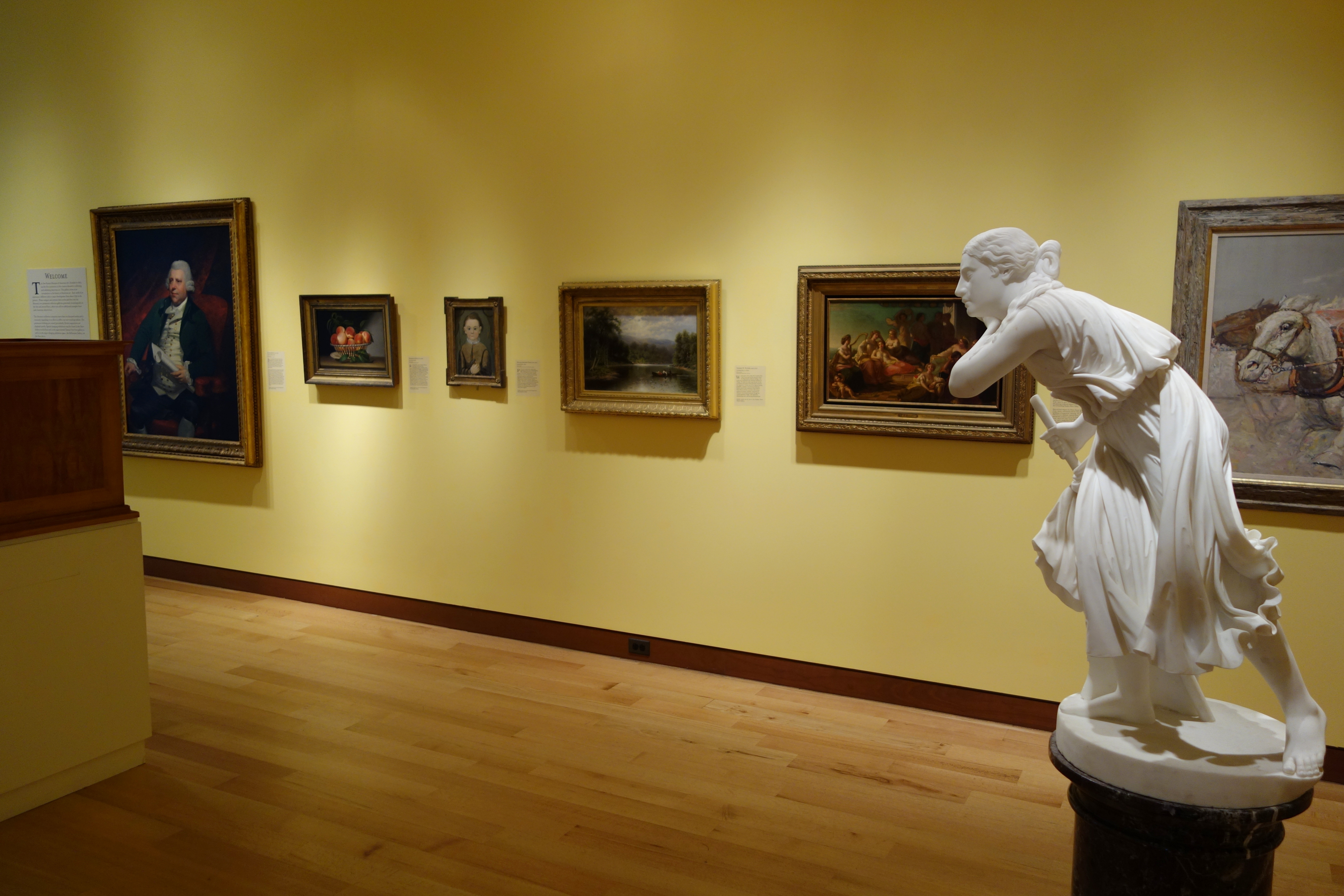

## Головні відділи
- Ілюстрації художників Сполучених Штатів
- Скульптура митців Сполучених Штатів
- Живопис митців Сполучених Штатів
- Ужиткове мистецтво (вітражі, меблі, годинники тощо)

## Окремі зразки ілюстрацій

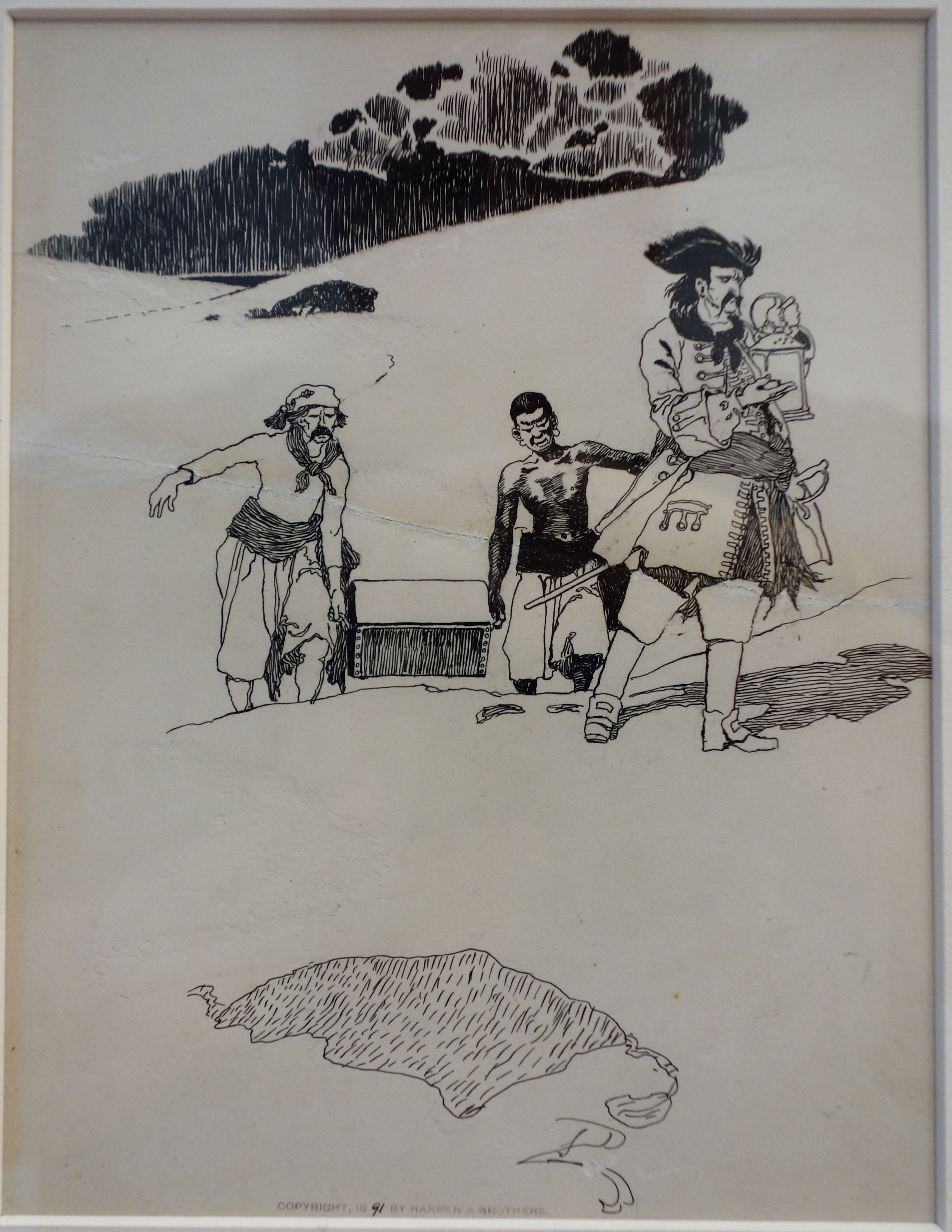
Худ.Роберт Пайл, 1891 р.
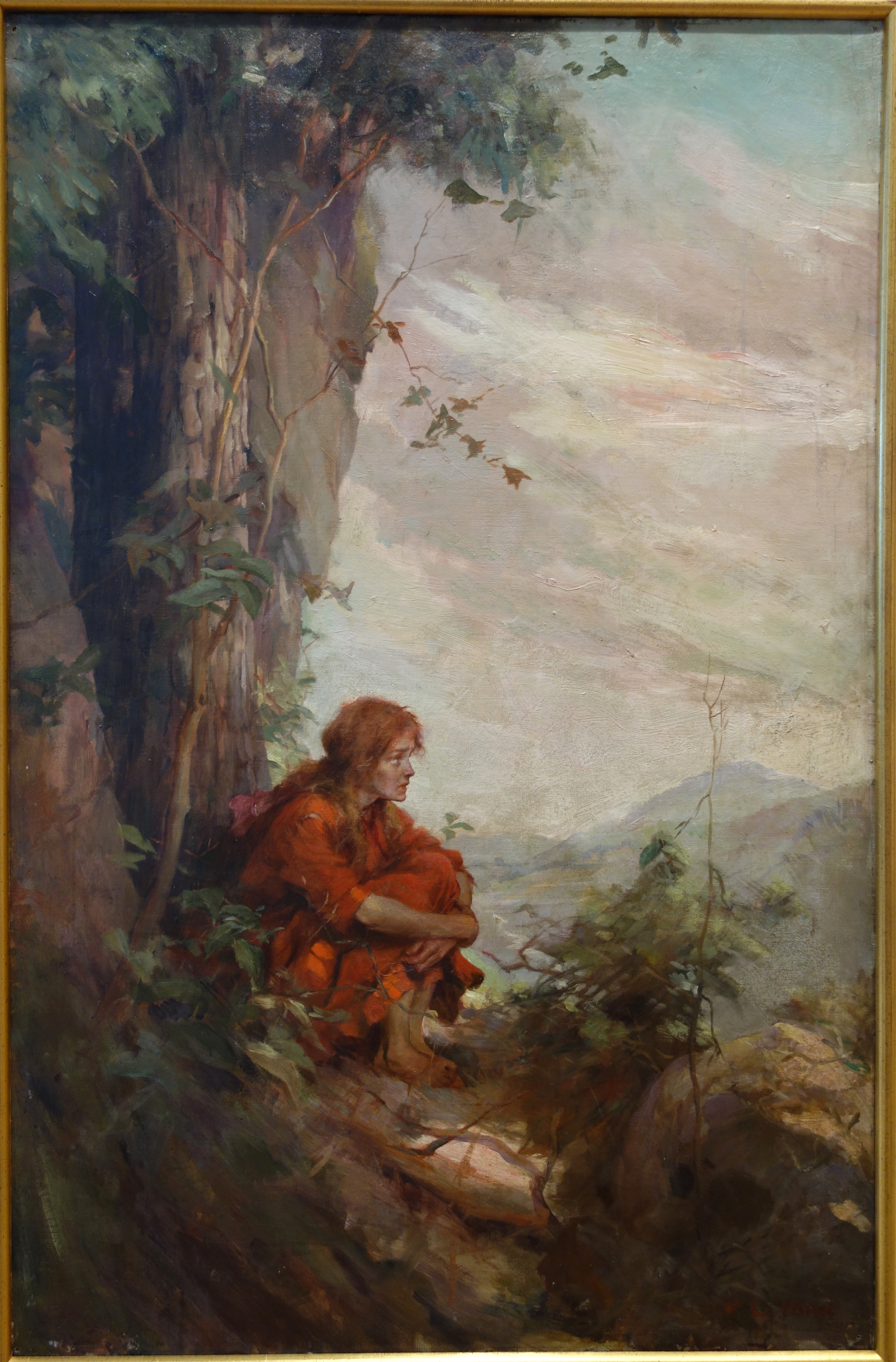
Худ. Фредерік Коффай Йон, 1906 р.
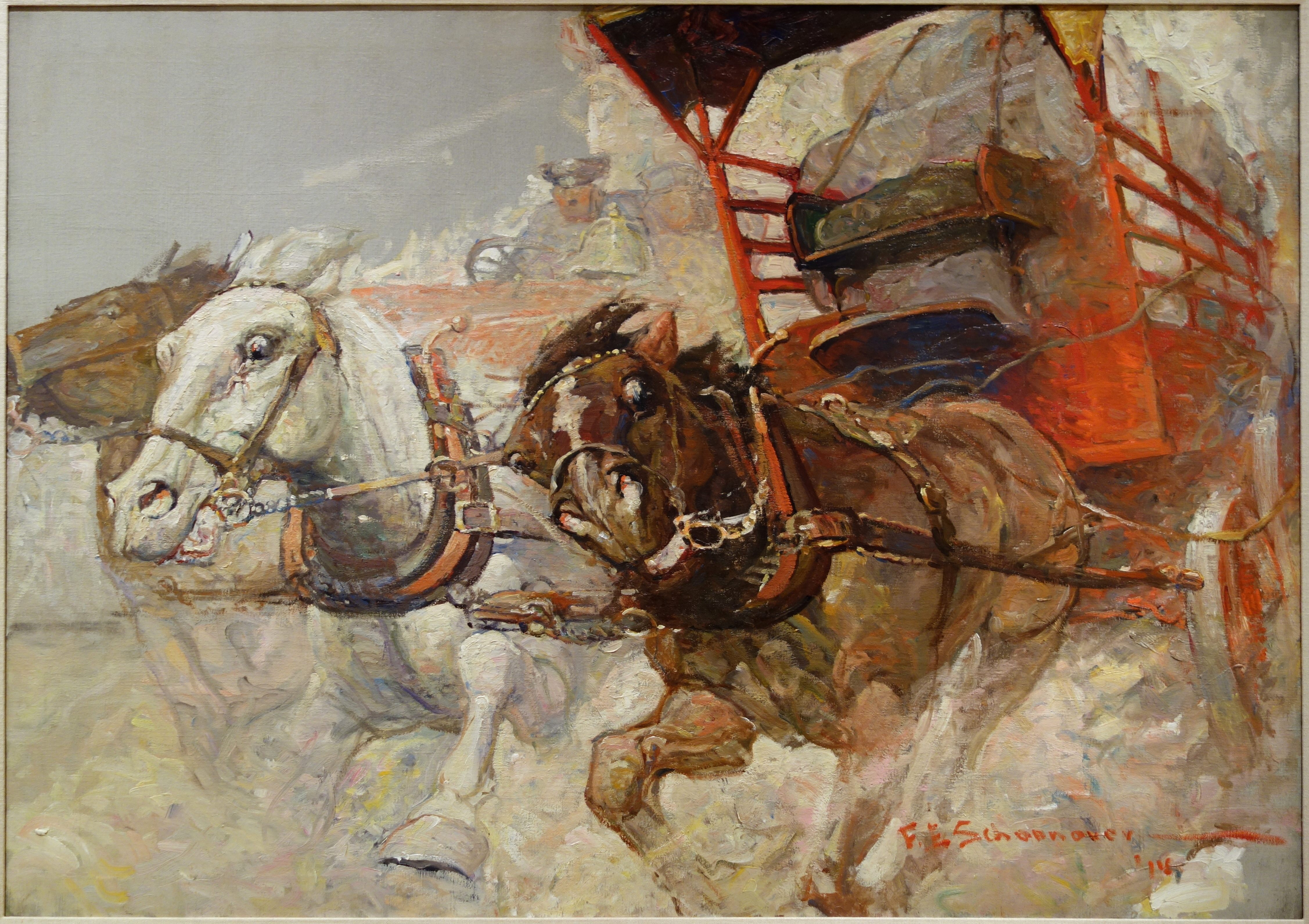
Худ. Френк Шонновер, 1914 р.
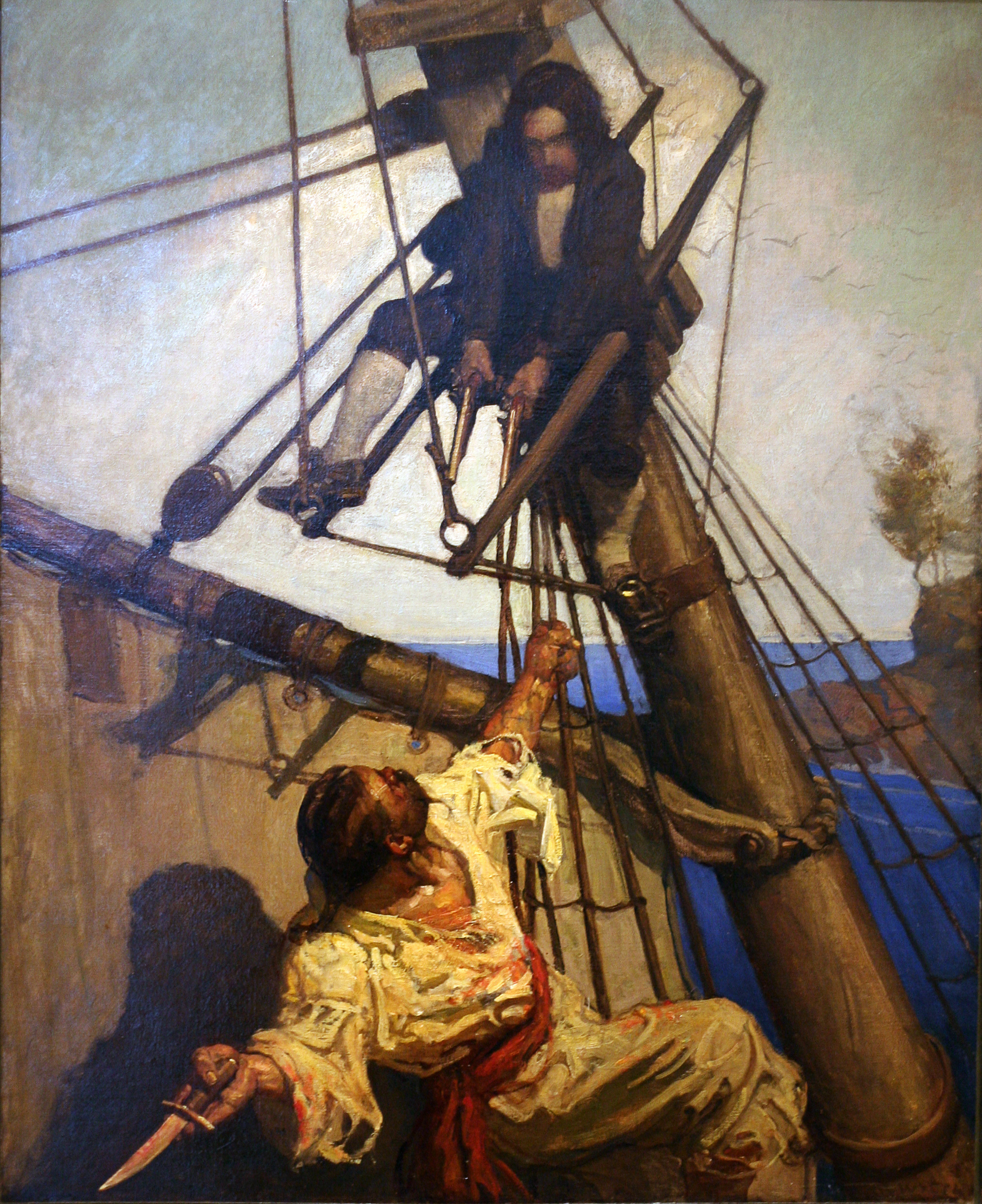
Худ.Ньюелл Конверс Ваєт. Ілюстрація до «Острова скарбів», 1911 р.

## Живопис в музейній збірці

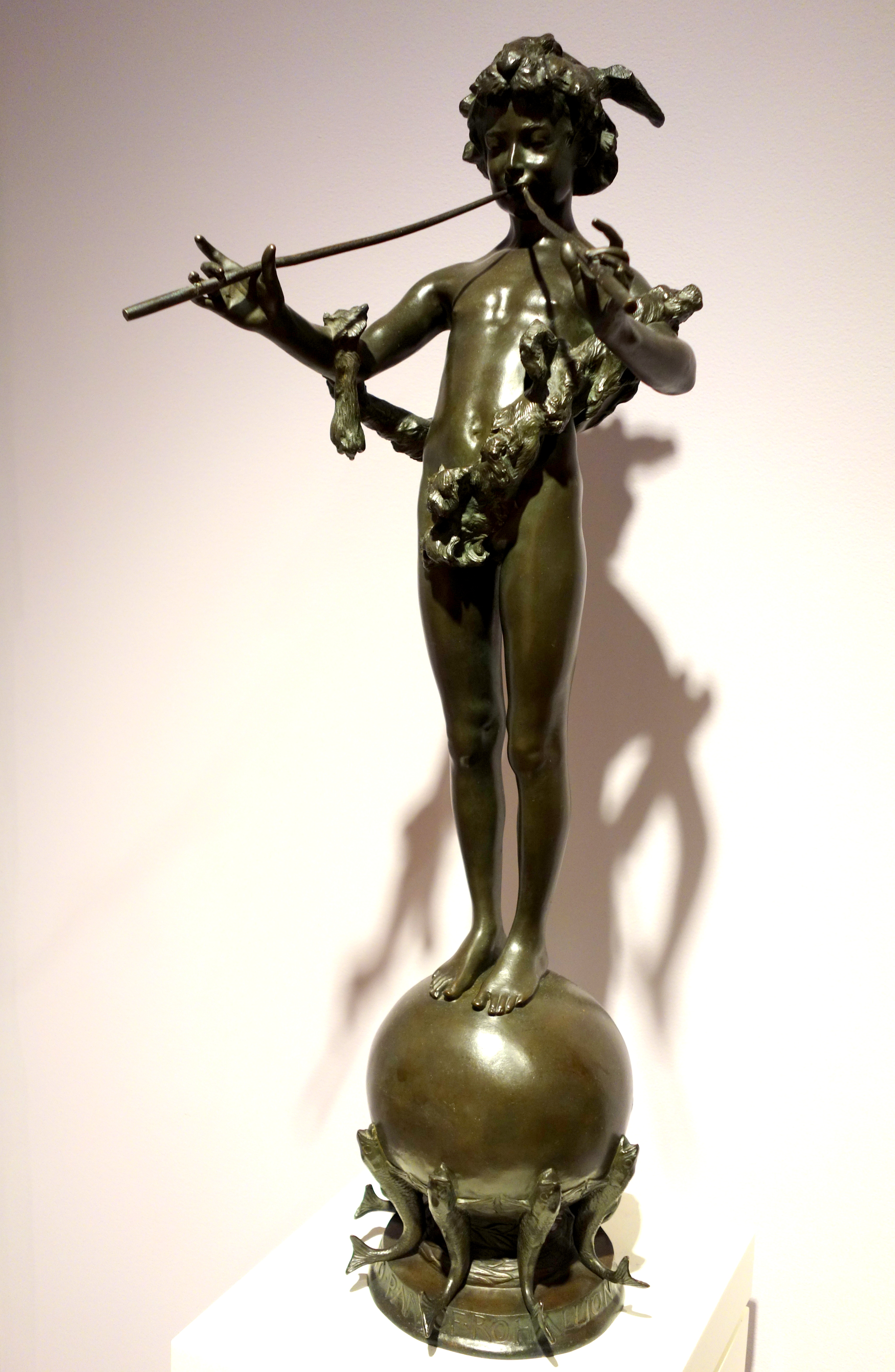
ск. Фредерік МакМоньєс. «Божок Пан грає на авлосі», бронза, 1890 р.

Живопис митців Сполучених Штатів в музейній збірці головує. В експозиції можна познайомитися з головними етапами становлення живопису у країні, часто на непоганих зразках колоніального періоду (переважно портрети), на творах митців 19 століття ( академізм, школа річки Гудзон, Школа кошик для сміття, американський імпресіонізм, реалізм ). Зібрані і окремі зразки відомих митців 20 століття, серед котрих — Ньюелл Конверс Ваєт, Роквелл Кент, Джорджія О'Кіф, Ендрю Ваєт тощо.
Музей не може  показувати лише зразки стінописів і фресок, що зберігаються на первісних місцях створення. Невелика і збірка скульптур (лише Соломон Борглум представлений 19-а власними творами).
Другою проблемою стали висоці ціни на твори митців Сполучених Штатів, продажі котрих перетнули мільйонні кордони. Престижність творів митців Сполучених Штатів звернула на них увагу і велетенських музеїв з могутніми можливостями для їх розшуку і придбання, а відділки американського мистецтва сформовані вже у більшості великих музеїв країни (Нью-Йорк, Філадельфія, Бостон, Лос-Анжелес, Чикаго, Клівленд ). До того ж легше відвідати Національну галерею у Вашингтоні чи Музей мистецтва Метрополітен, ніж їхати у провінційний музей американського мистецтва. Хоча і його колекція заслуговує на увагу.

## Обрані твори живопису

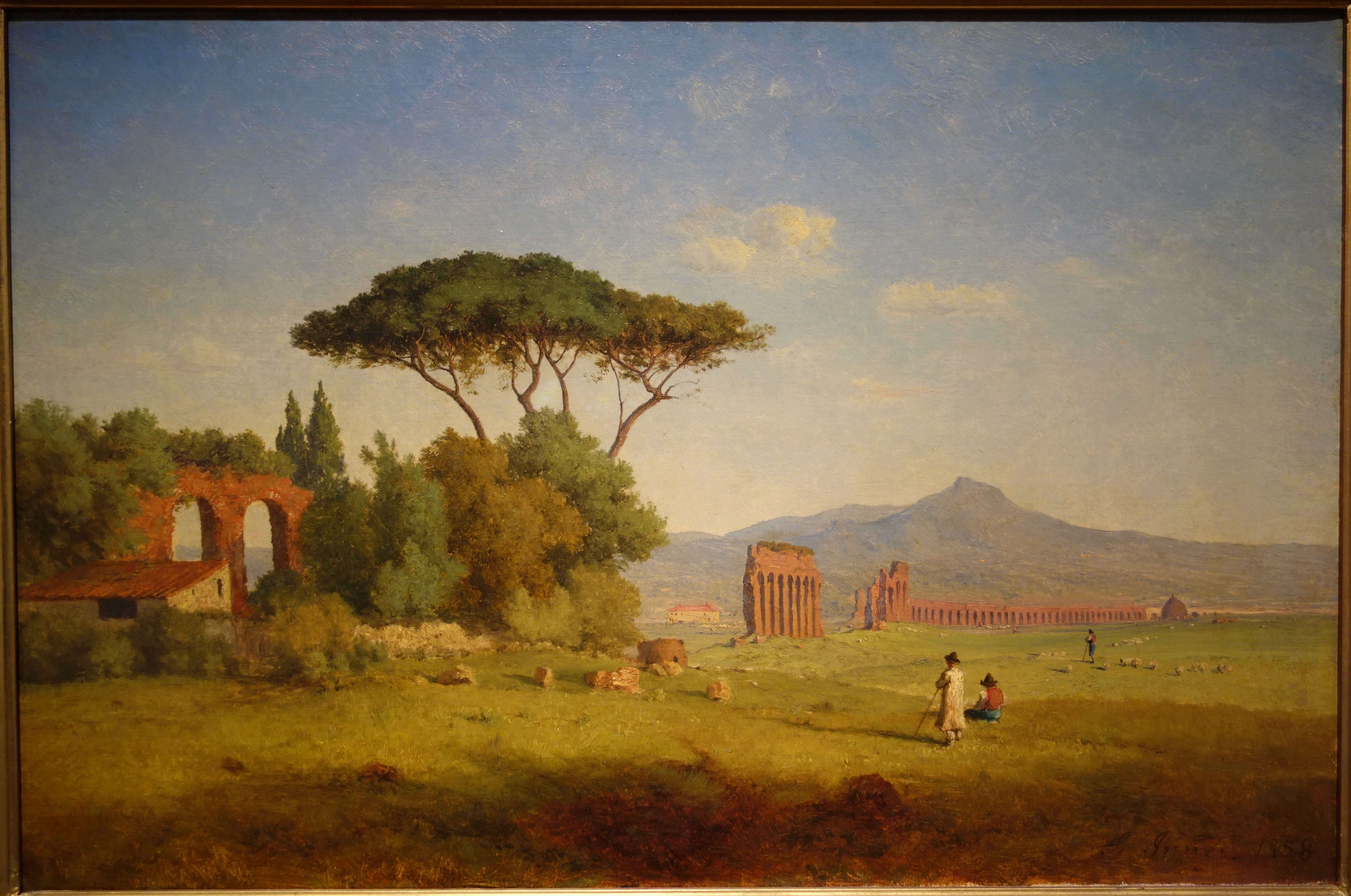
Джордж Іннес. «Римська Кампанья. Залишки акведука», 1858 рік. Нью Бритн музей американського мистецтва.

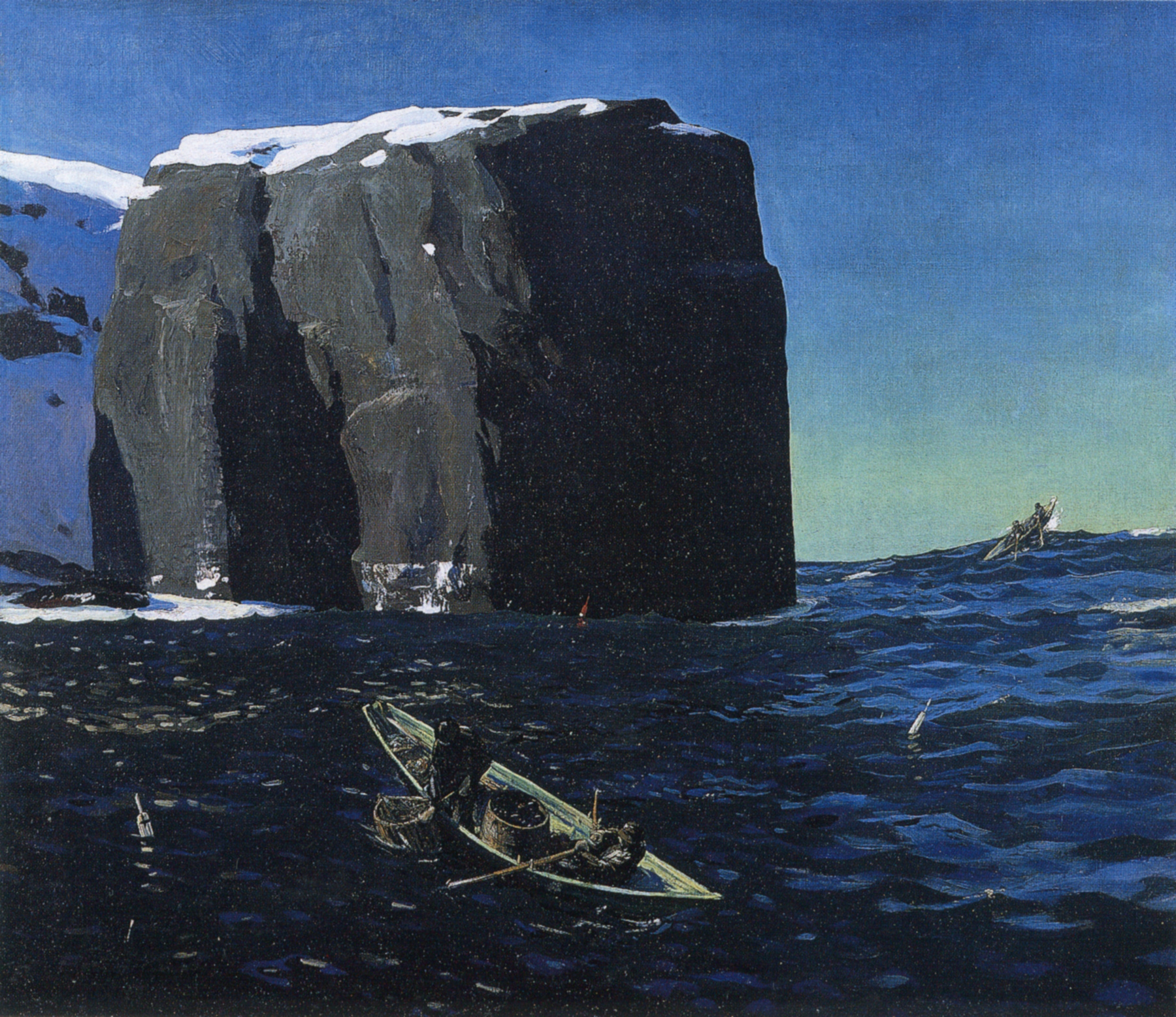
Роквелл Кент. «Працівники моря», 1907 р.

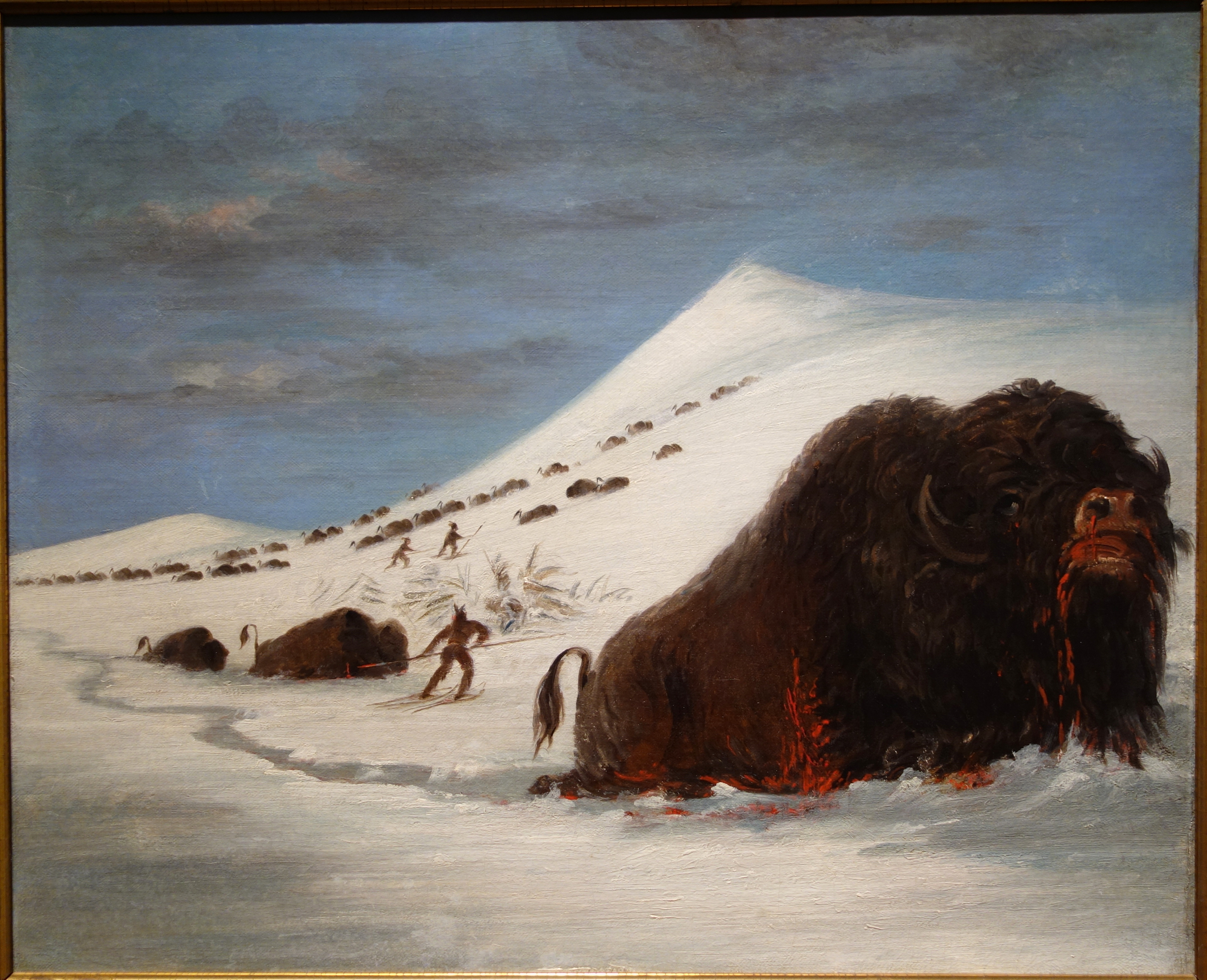
Джордж Кетлін. «Полювання на бізонів на снігоступах»

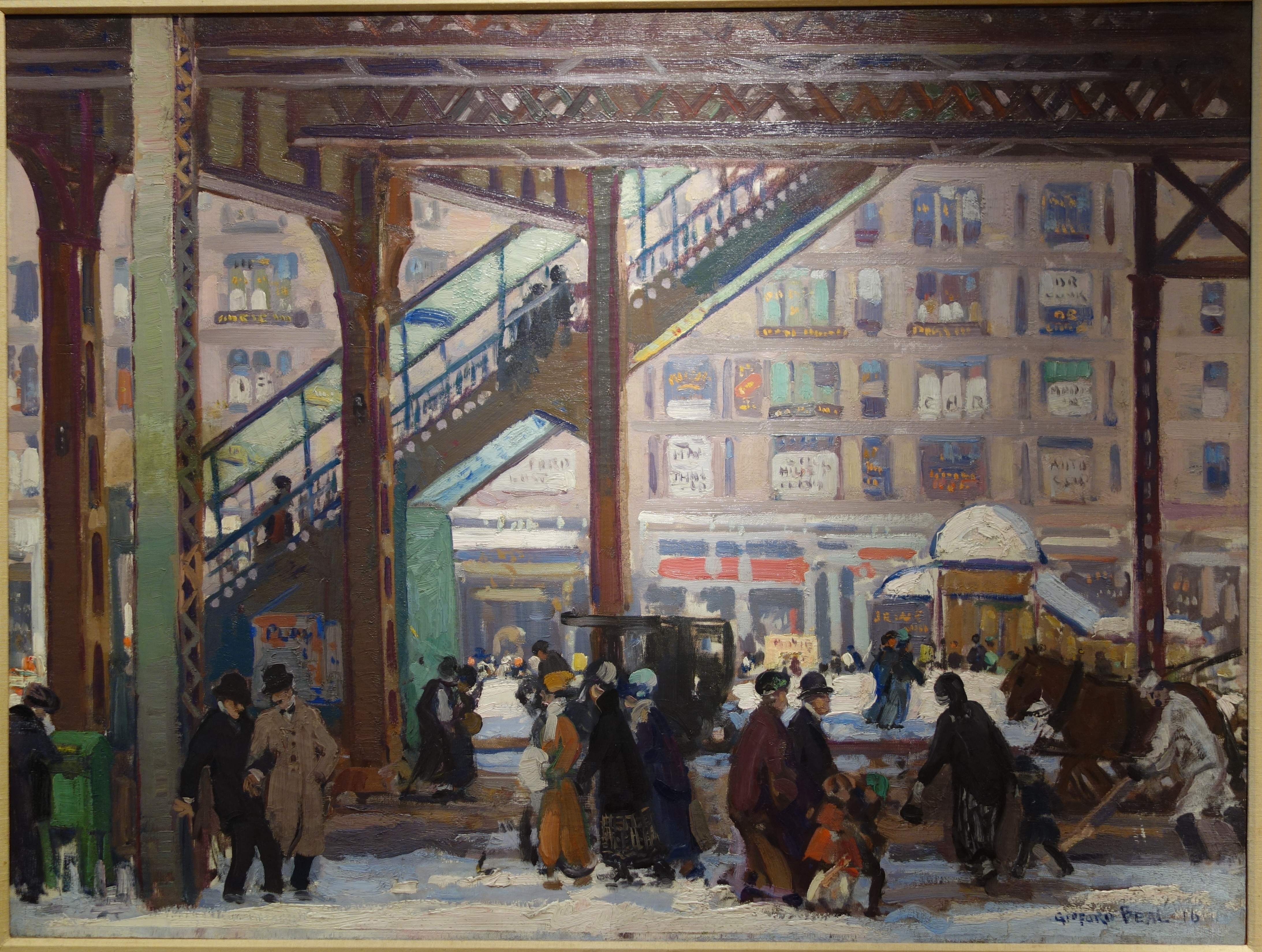
Джифорд Бел. «Нью Йорк, Колумбус авеню взимку», 1916 р.

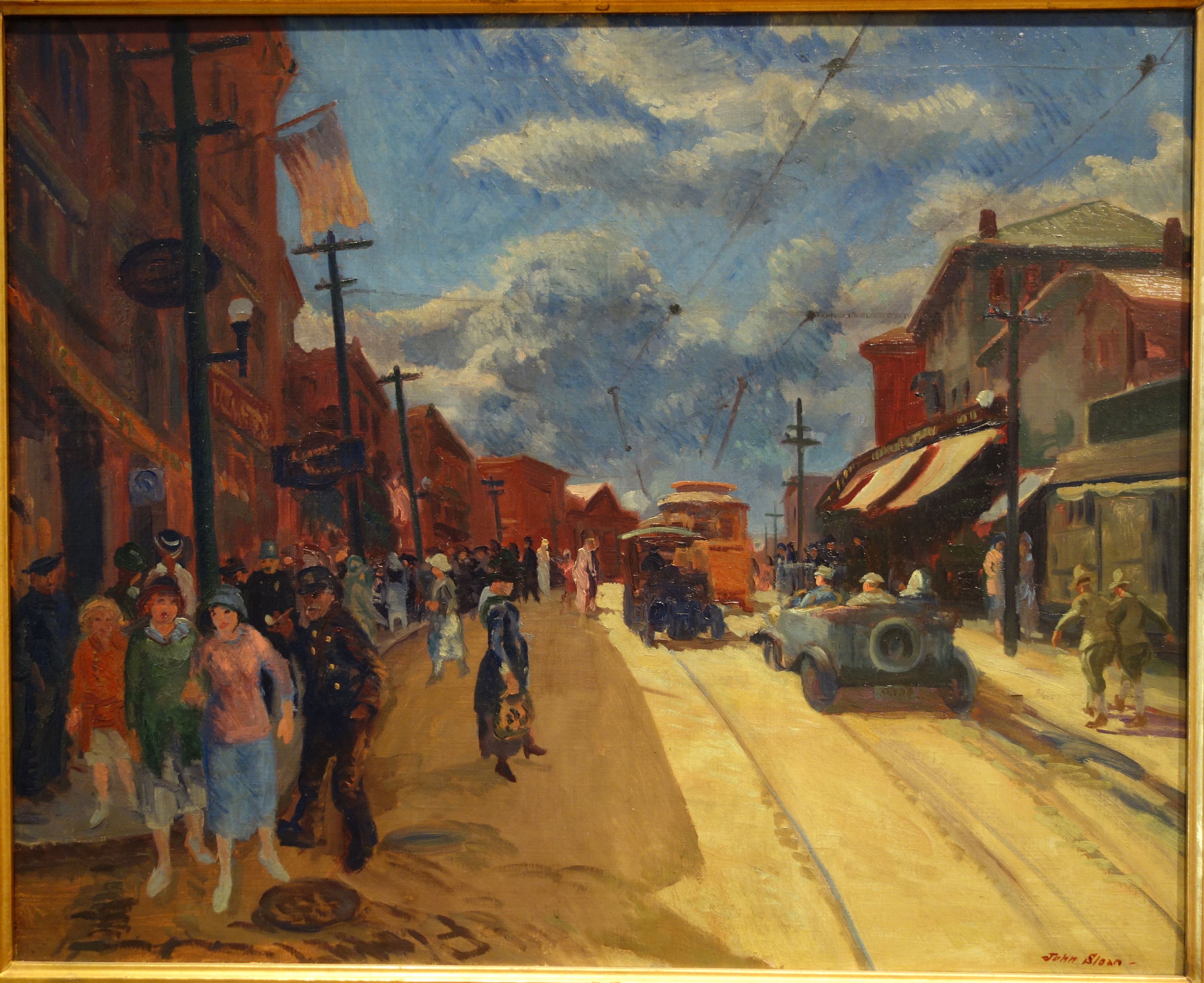
Джон Слоан. «Глочестер, головна вулиця», 1917 р.

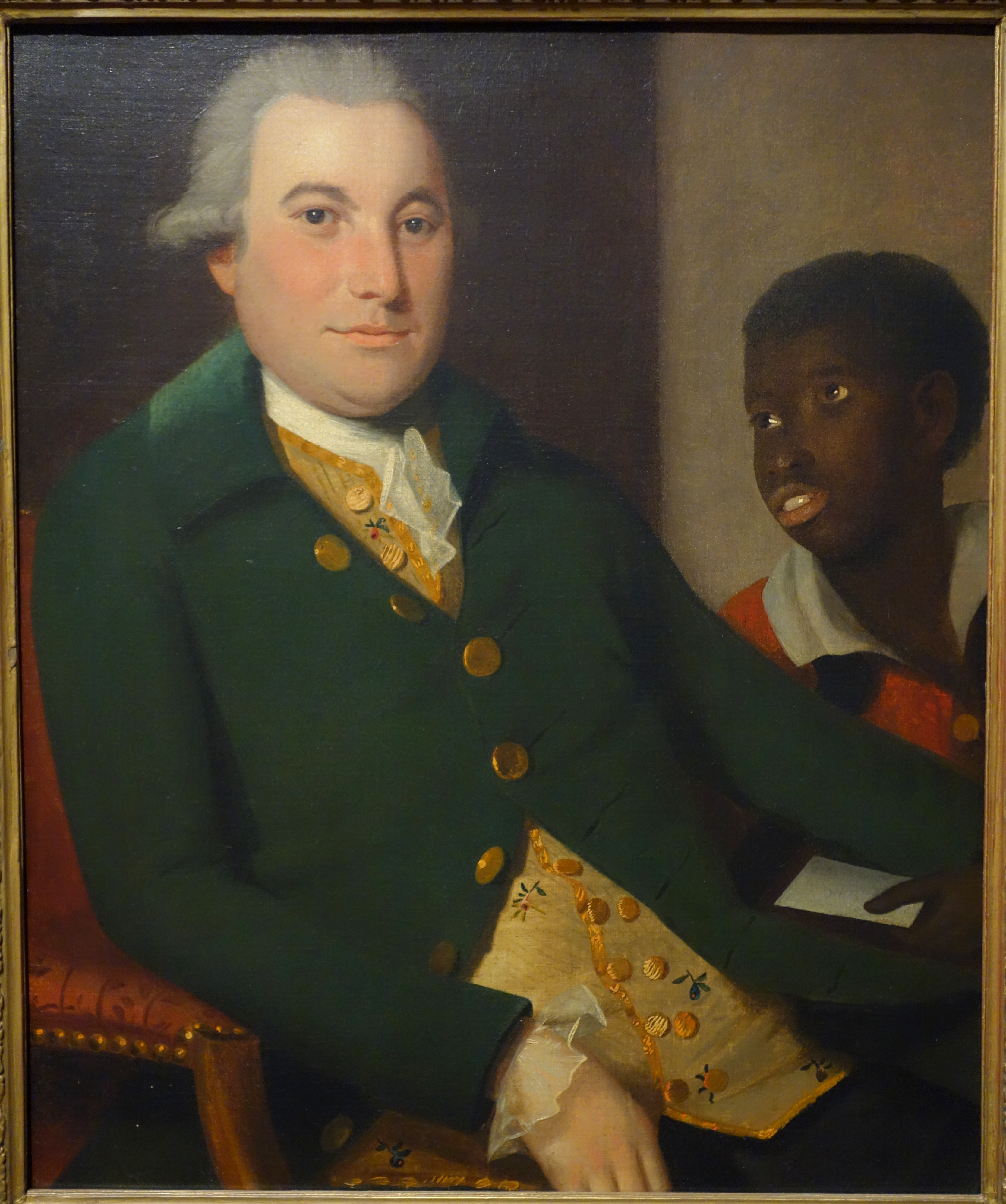
Ральф Ерл. «Шляхетний пан зі слугою негром», до 1788 р.
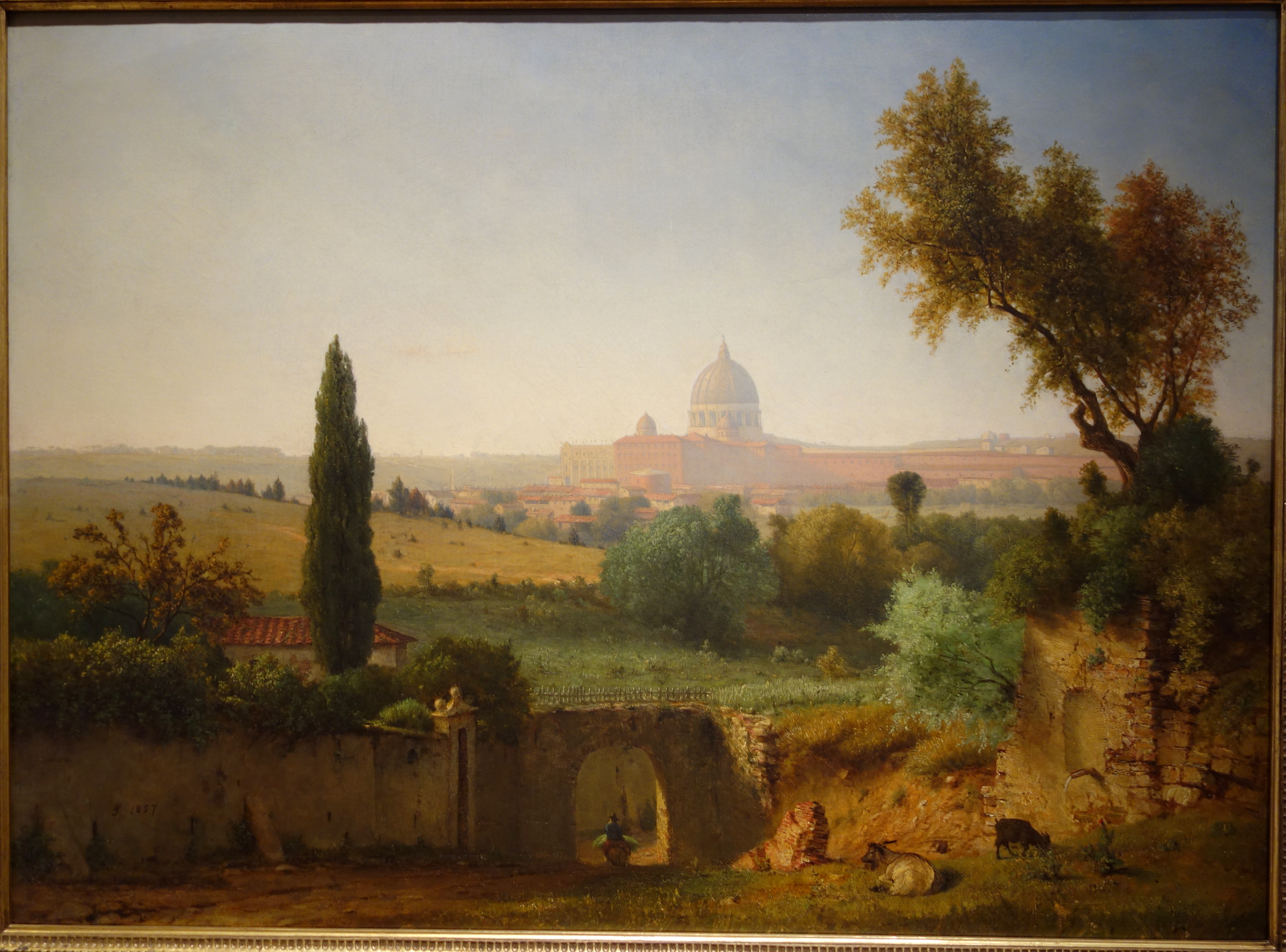
Джордж Іннес. «Собор Св. Петра у Римі»,  1857 р.
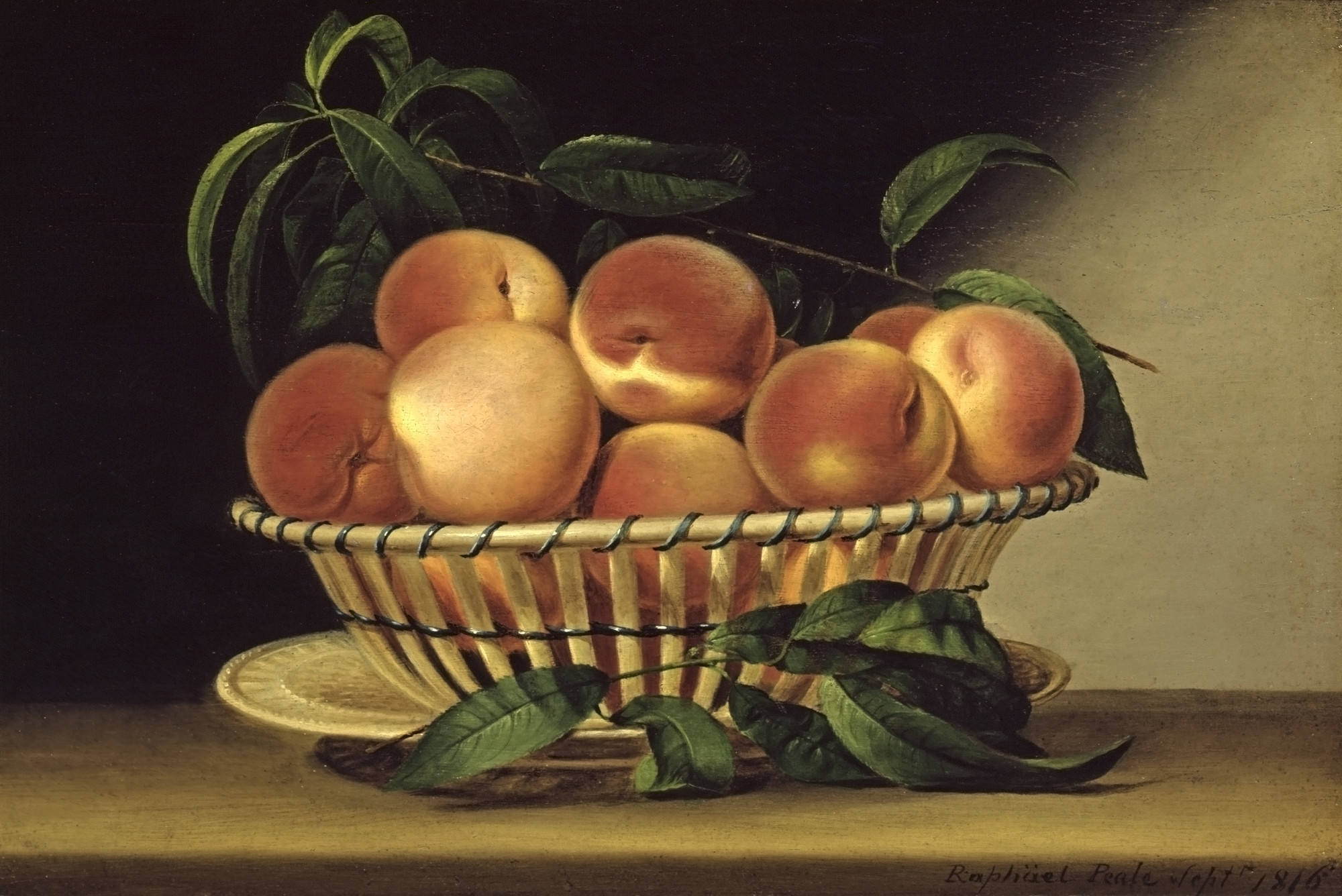
Рафаель Піл. «Кошик з персиками», 1818 р.
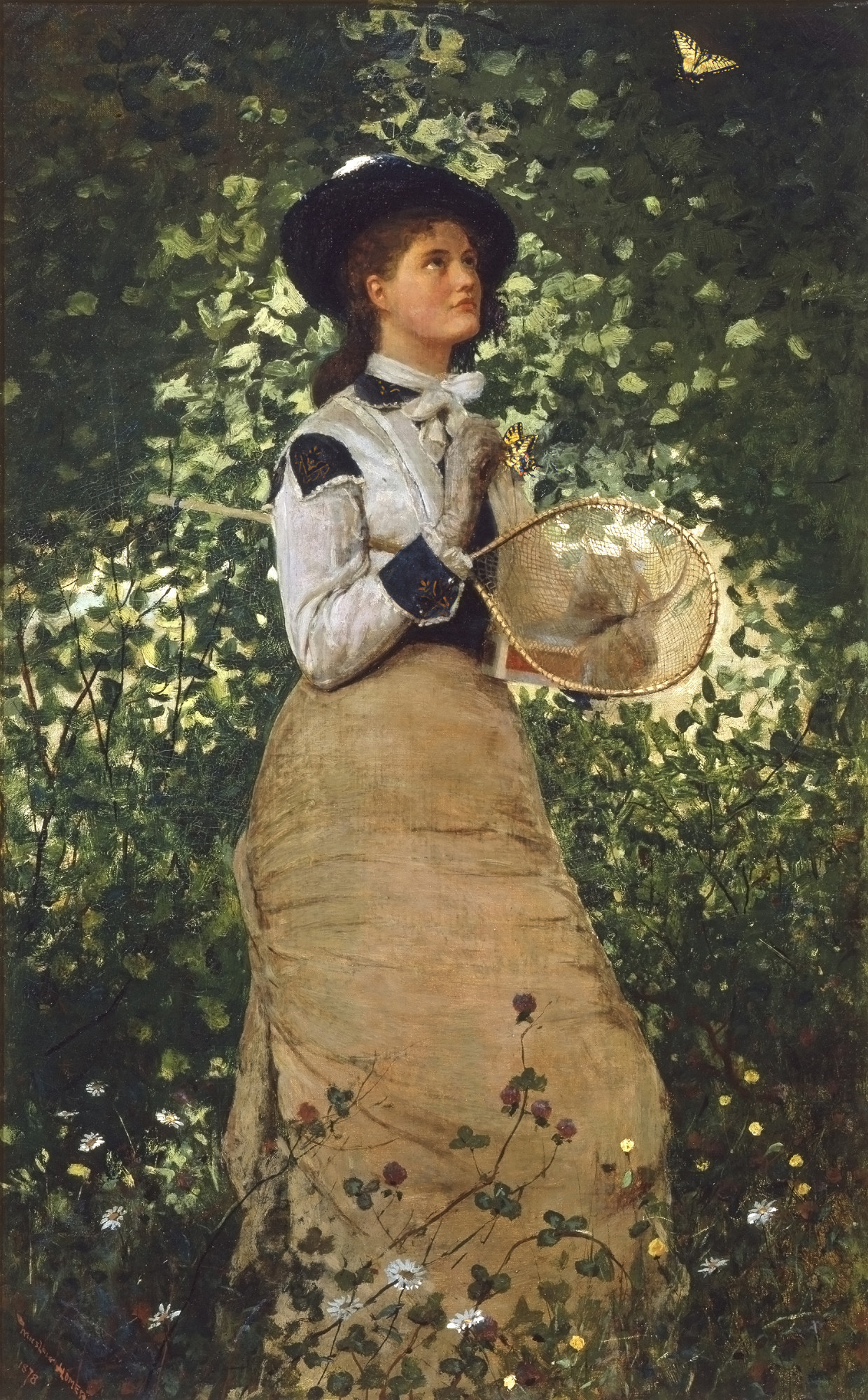
Вінслов Гомер. «Два метелики», 1878 р.
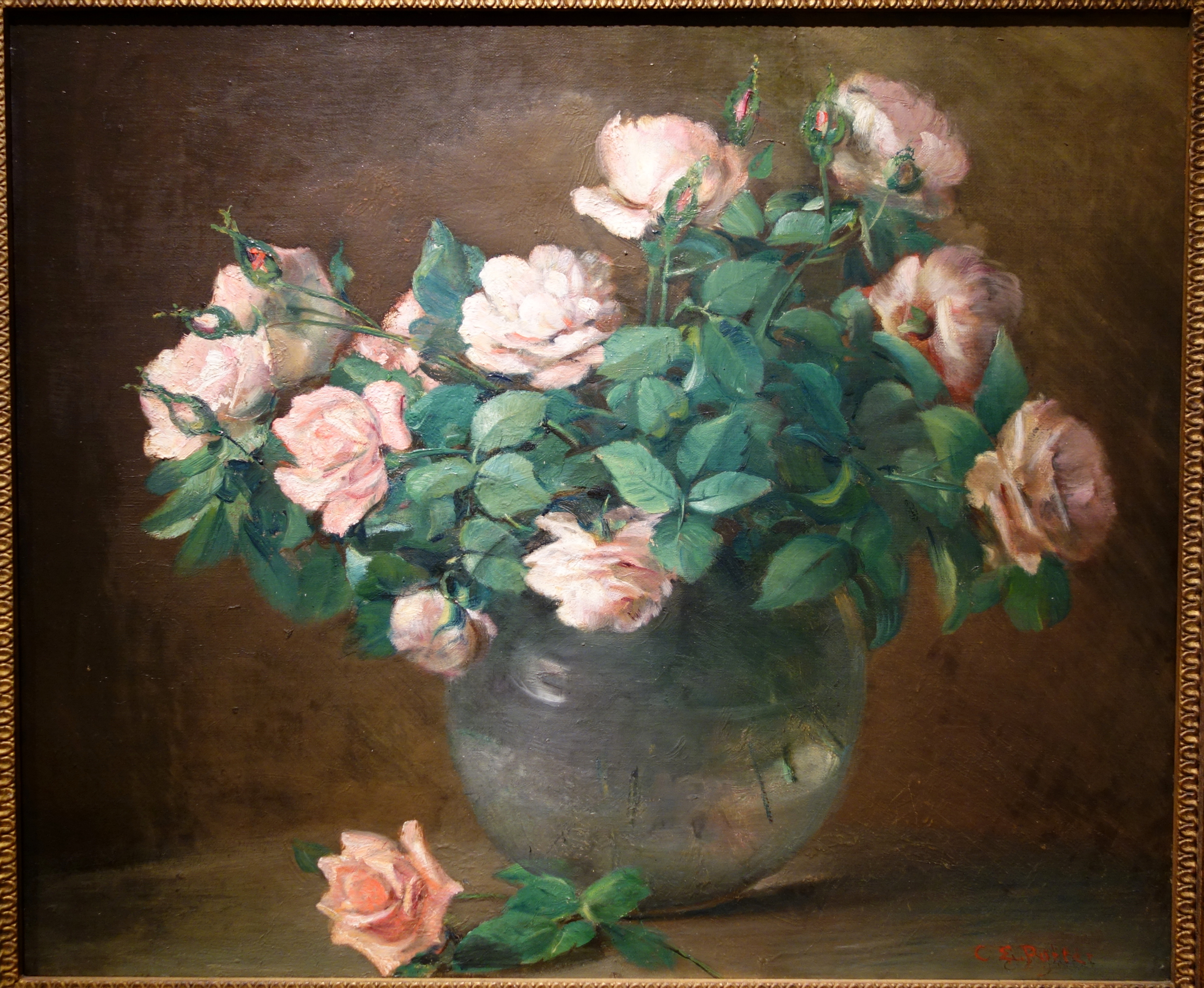
Чарльз Етан Портер. «Троянди», 1882 р.
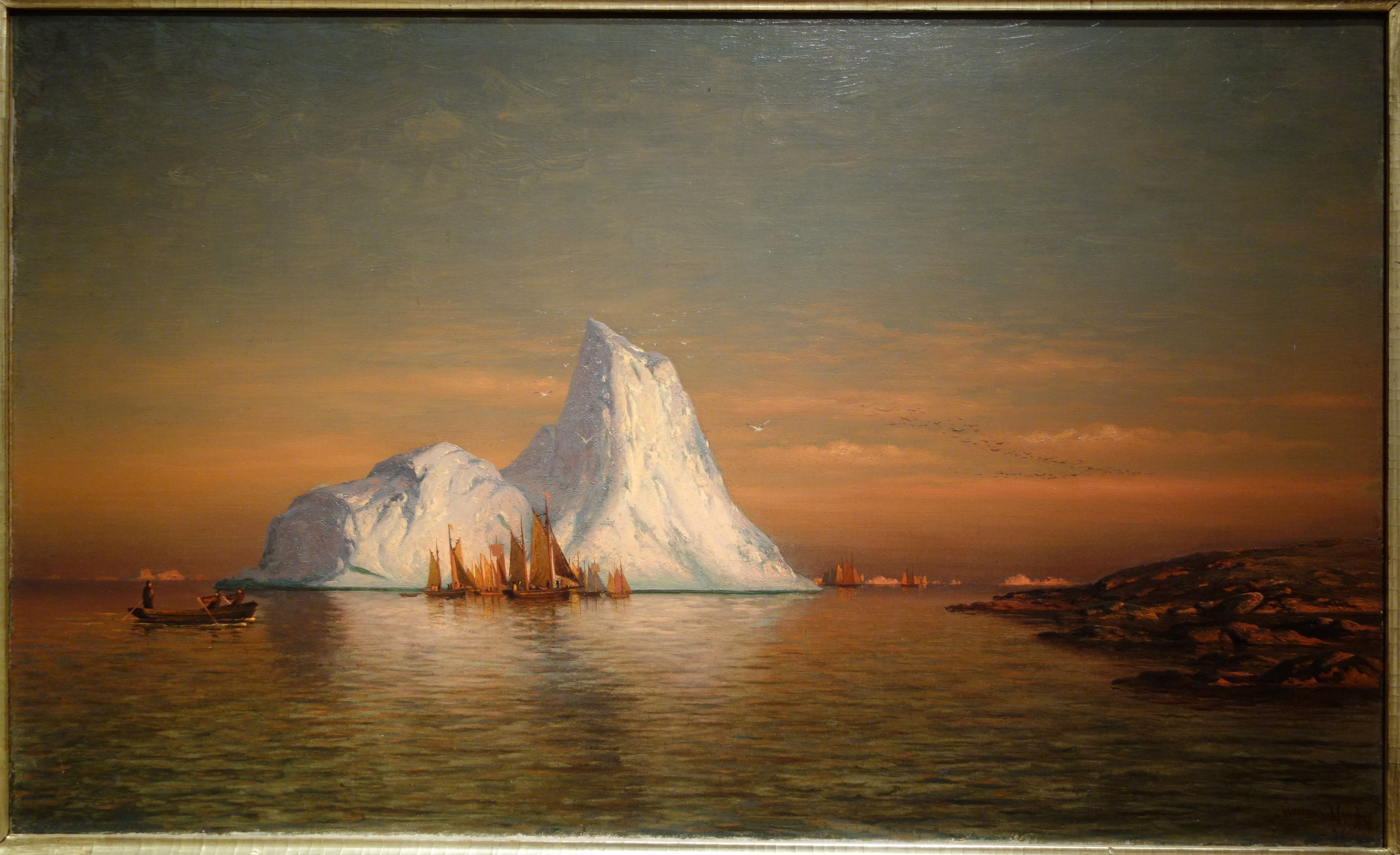
Вільям Бредфорд. «Рибальські човни Лабрадора», 1884 р.
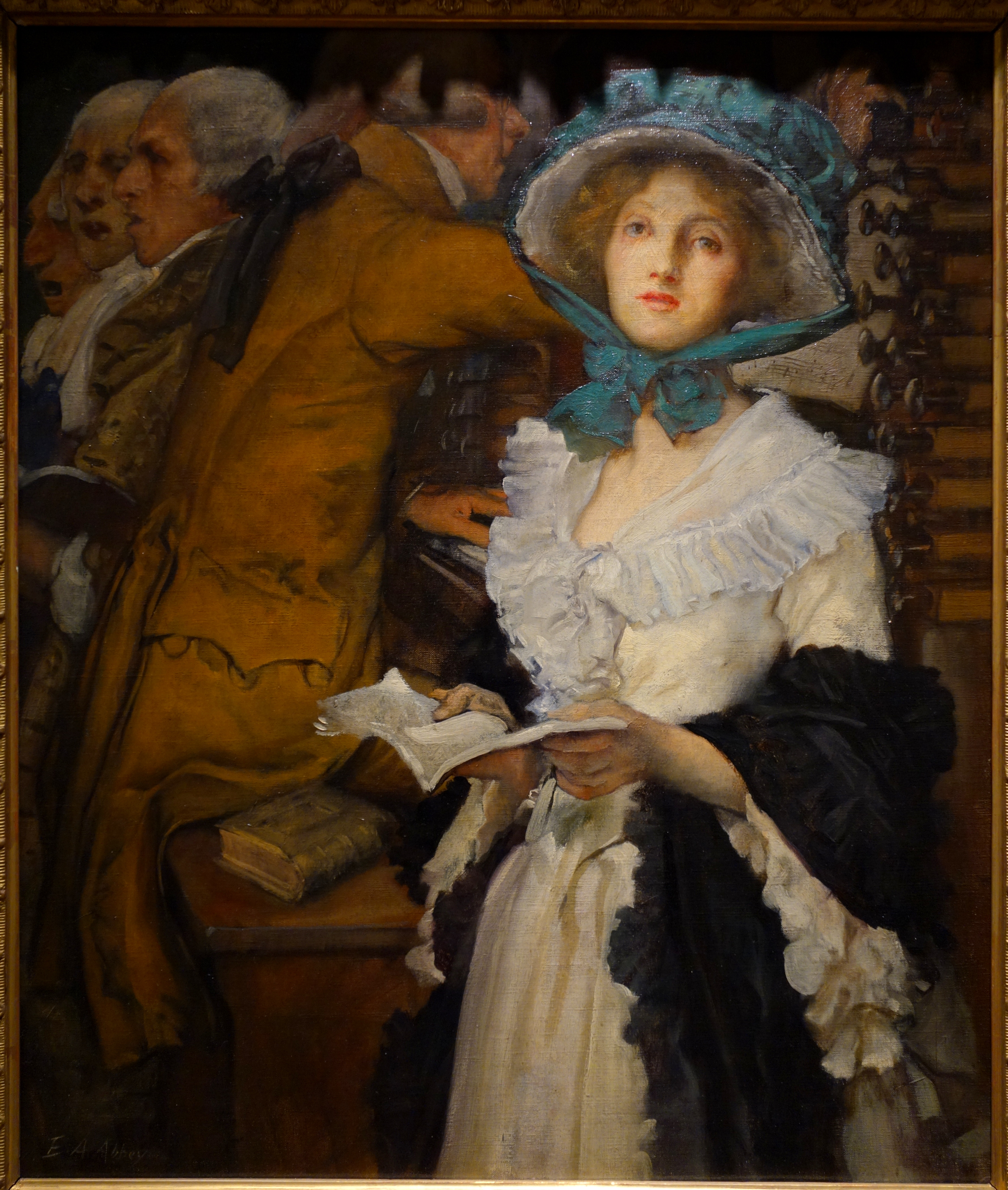
Едвард Остін Еббі. «Хоровий спів протестантів», 1901 р.
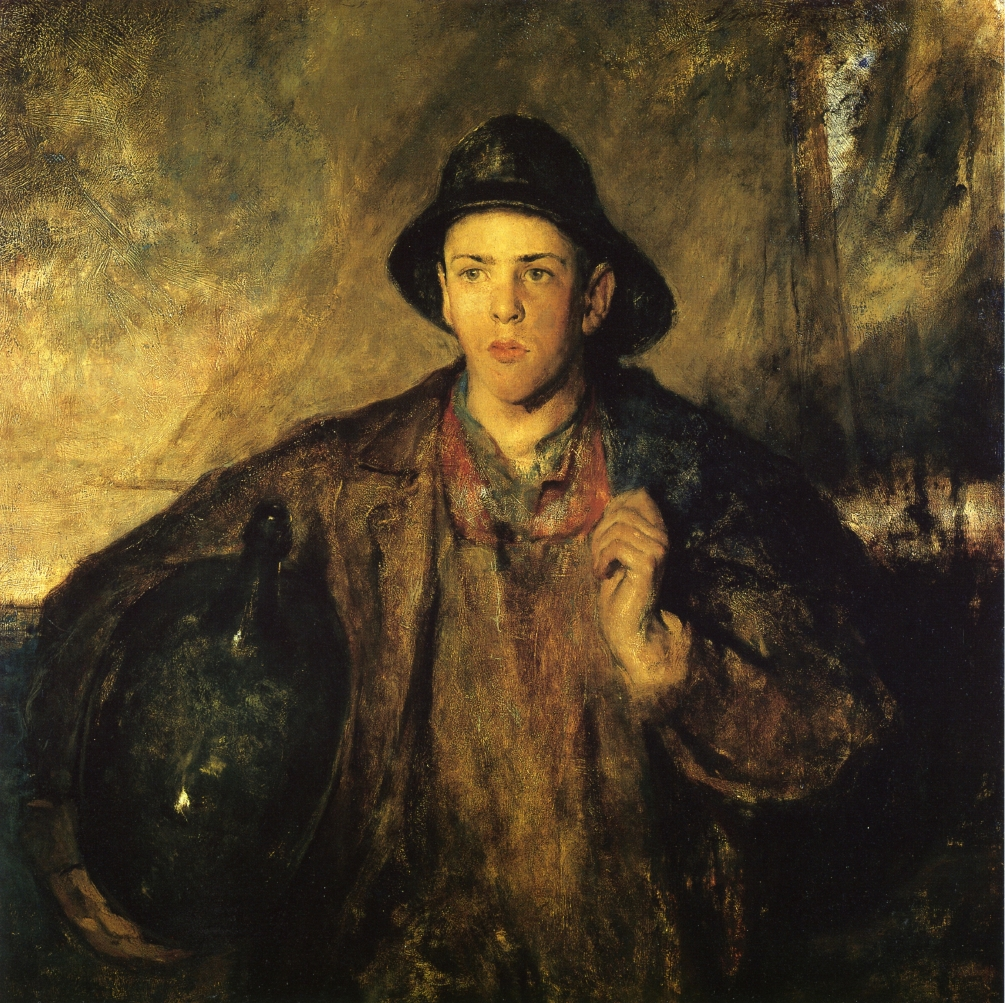
Чарльз Хевторн. «Юнак рибалка», 1908 р.
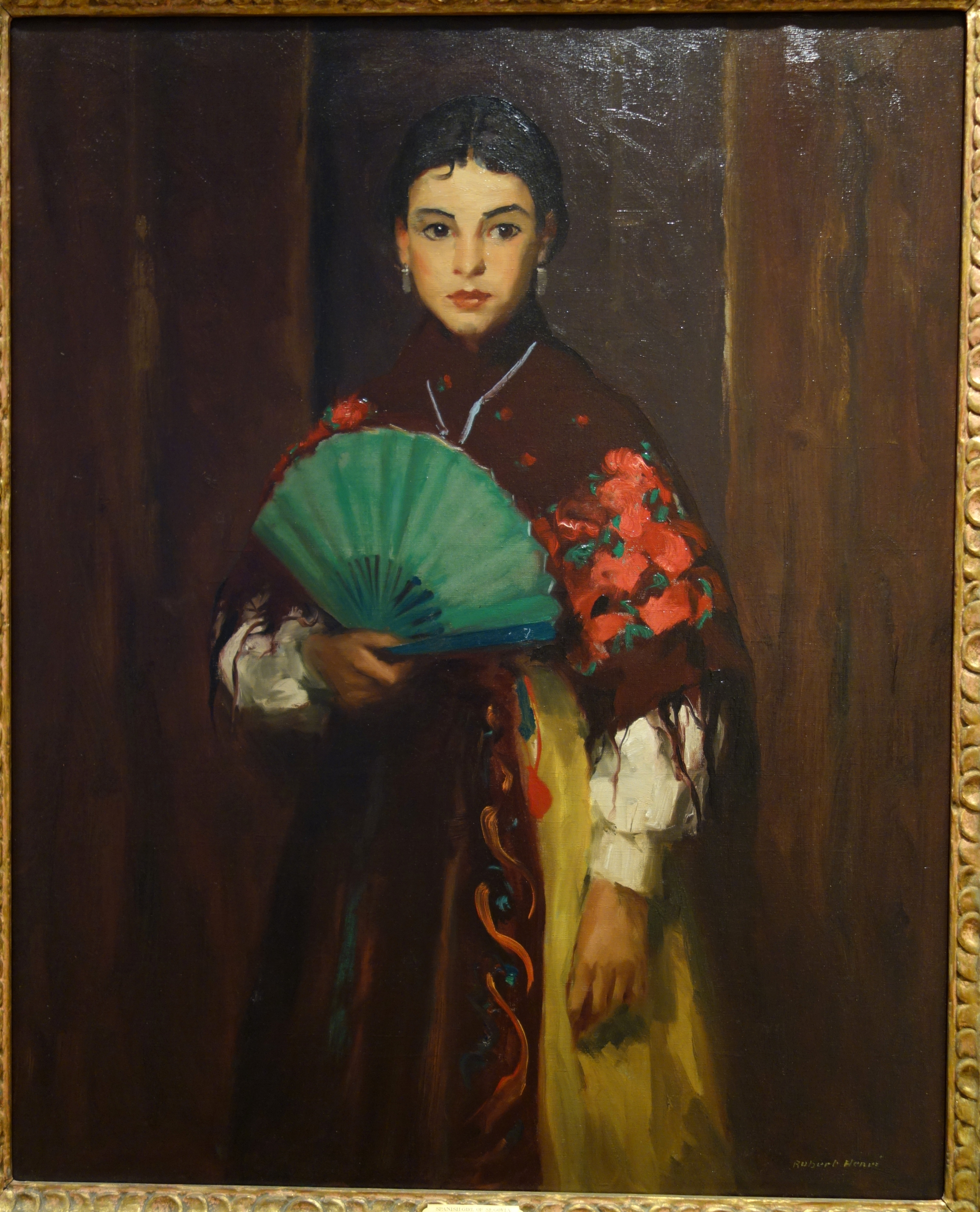
Роберт Генрі. «Сіньорита з Сеговії», 1912 р.
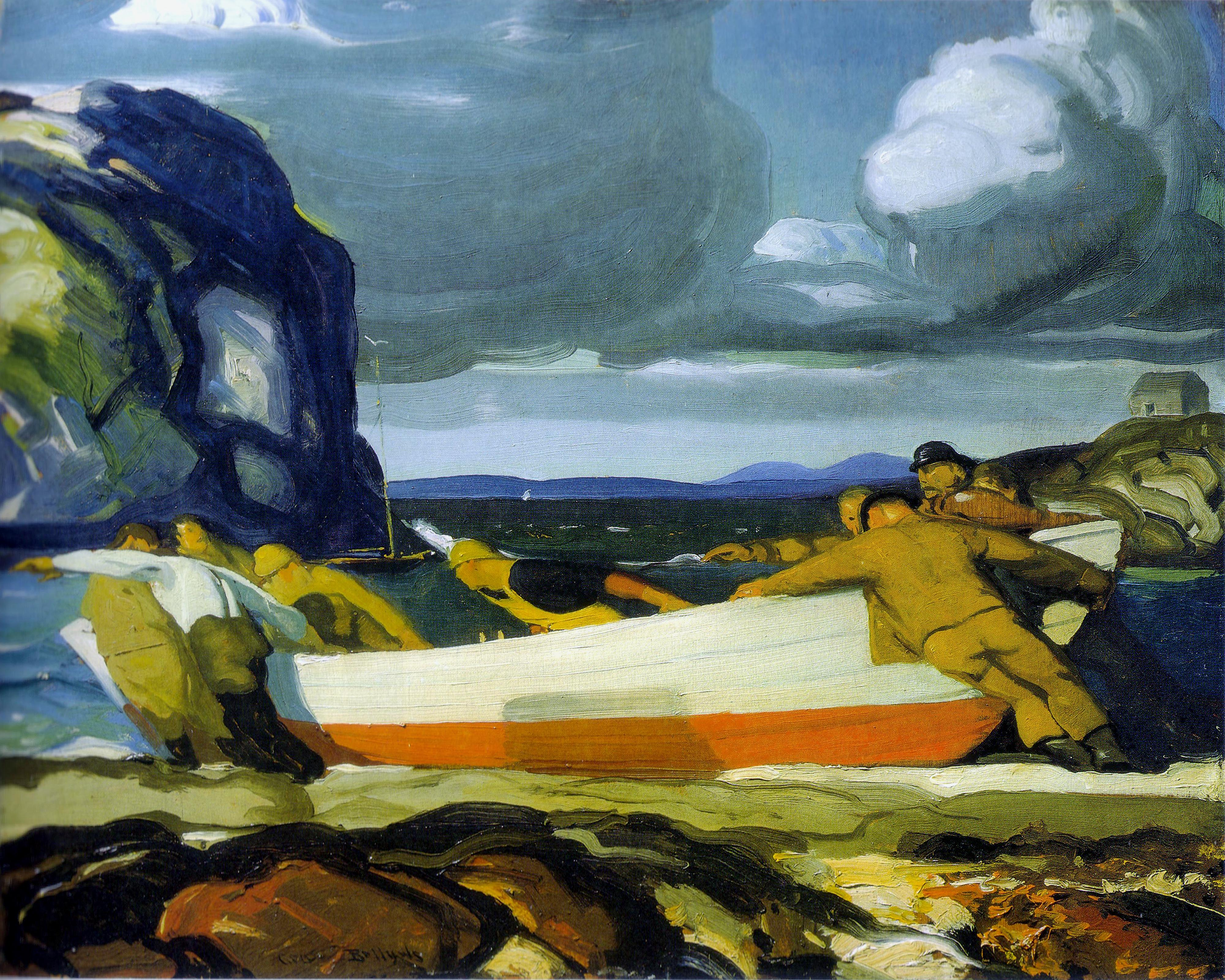
Джордж Беллоуз. «Спуск на воду», 1913 р.
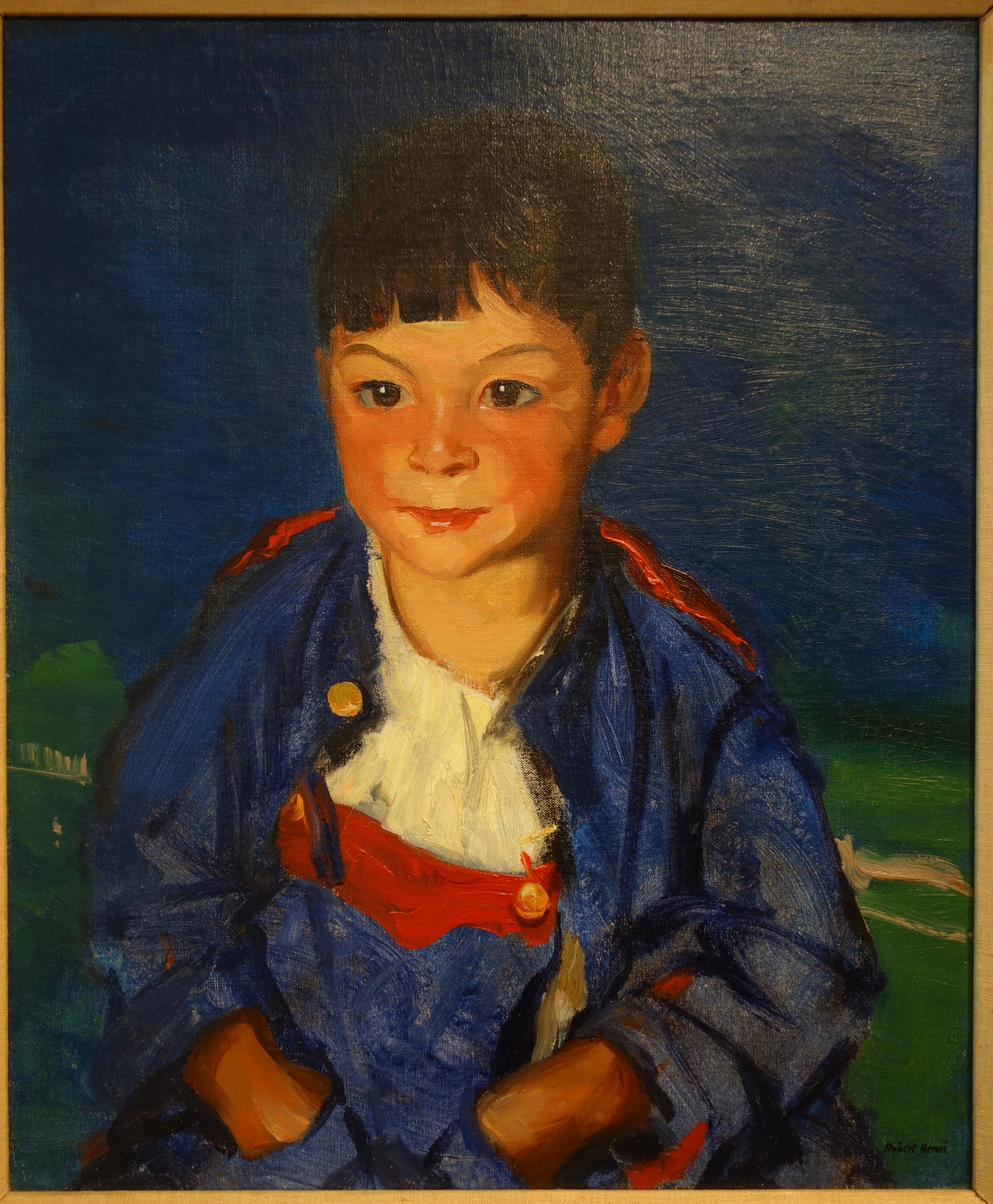
Роберт Генрі. «Хлопчик скарбчик», 1915 р.
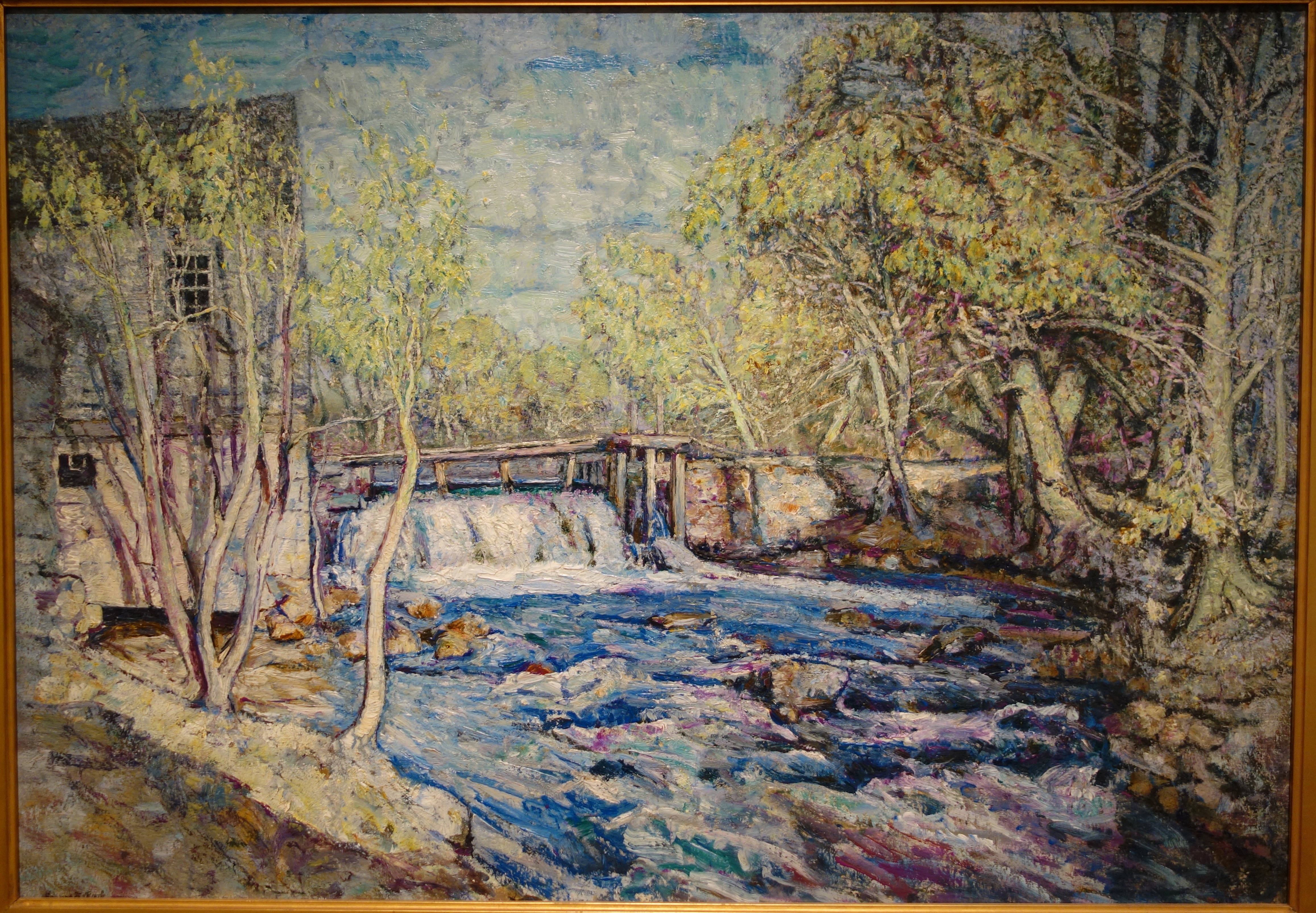
Едвард Рук. «Водяний млин Бредберрі навесні», до 1915 р.
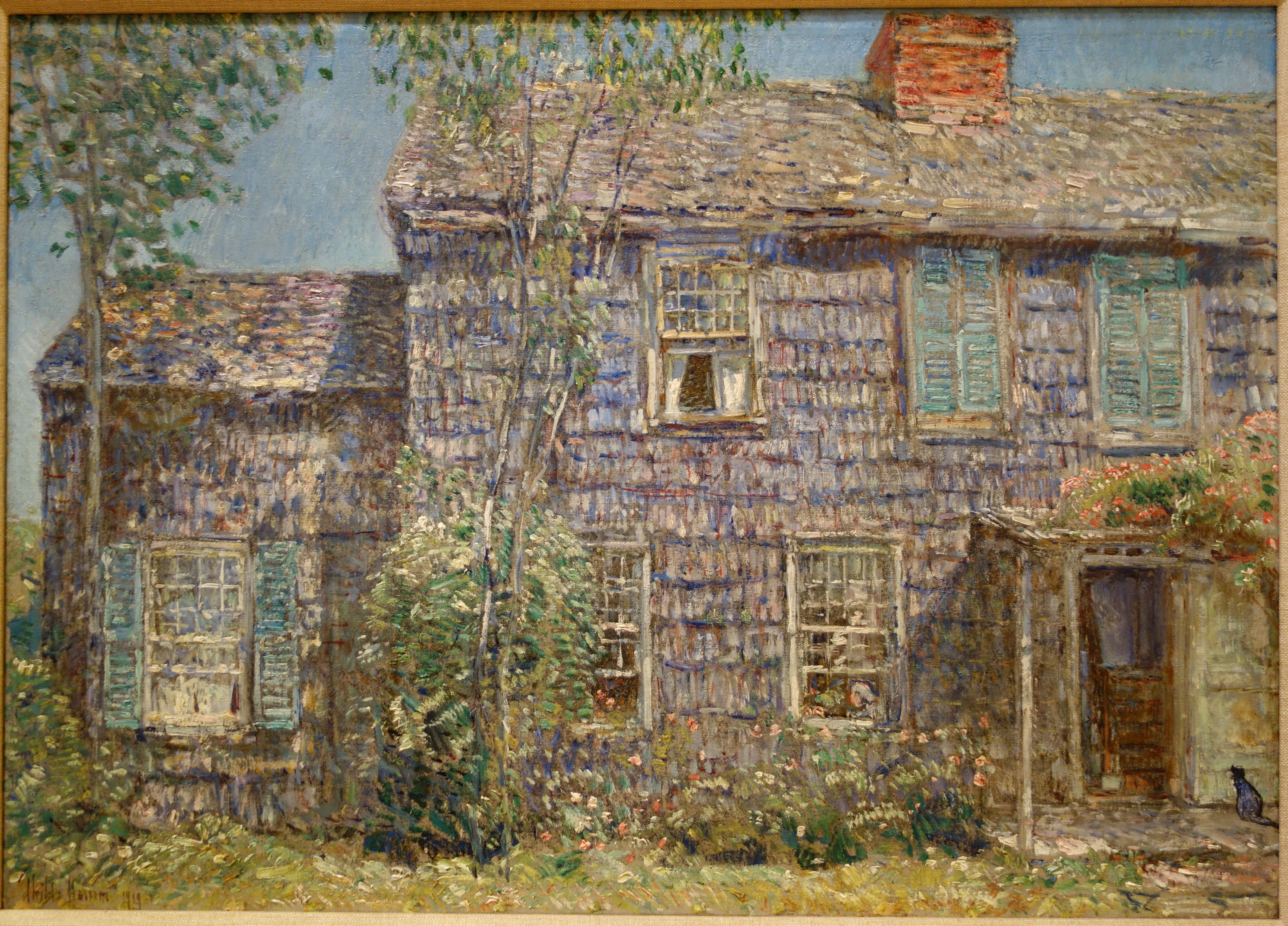
Чайлд Хассам.«Старий будинок, Естамптон, Лонг Айленд», 1919 р.
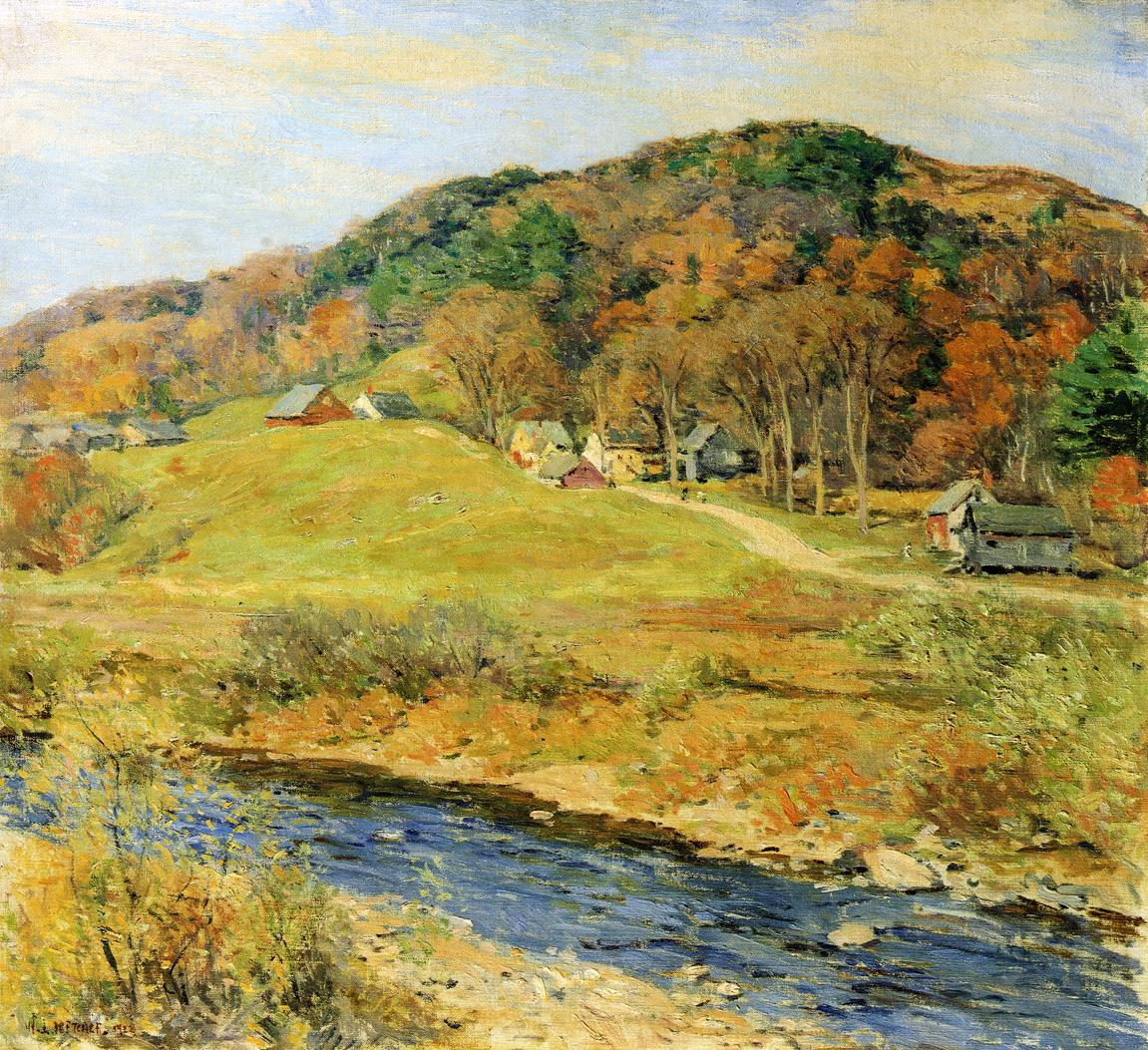
Вільям Меткалф. «Листопадова мозаїка», 1922 р.
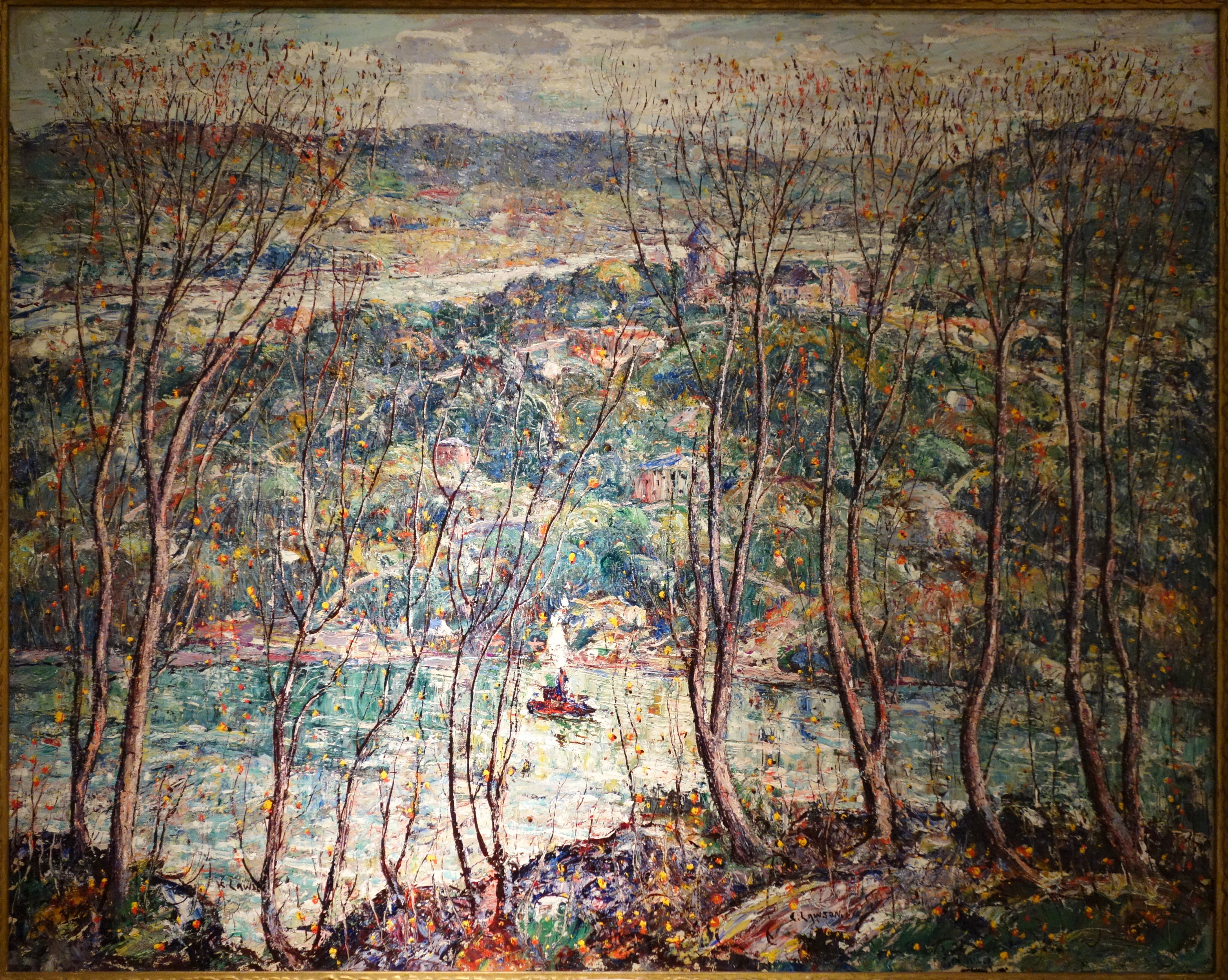
Ернст Ловсон. «Весняний килим», 1930 р.
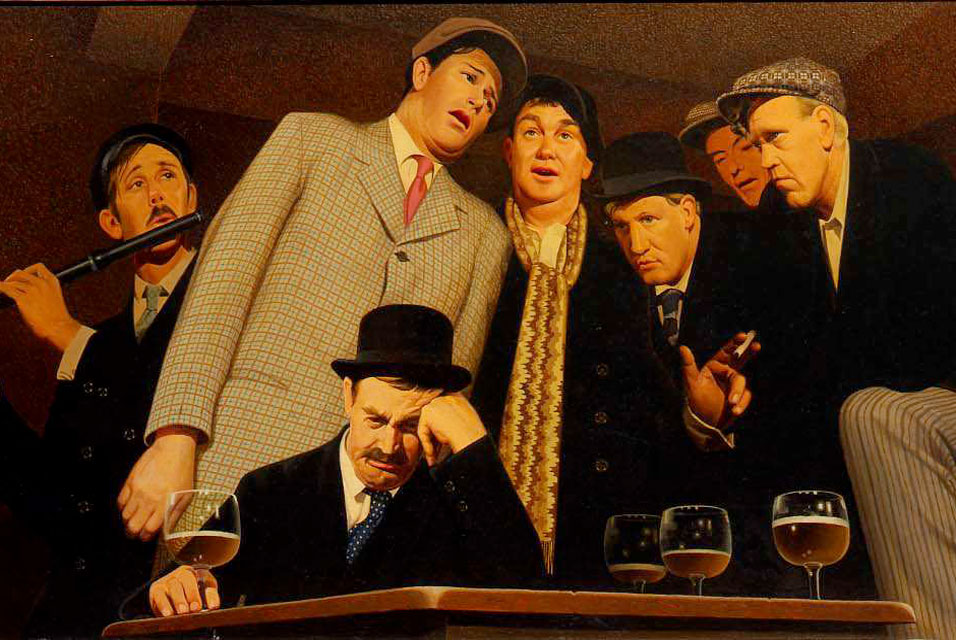
Грант Вуд. «Сентиментальна баллада», 1940 р.

## Скульптура в музейній збірці

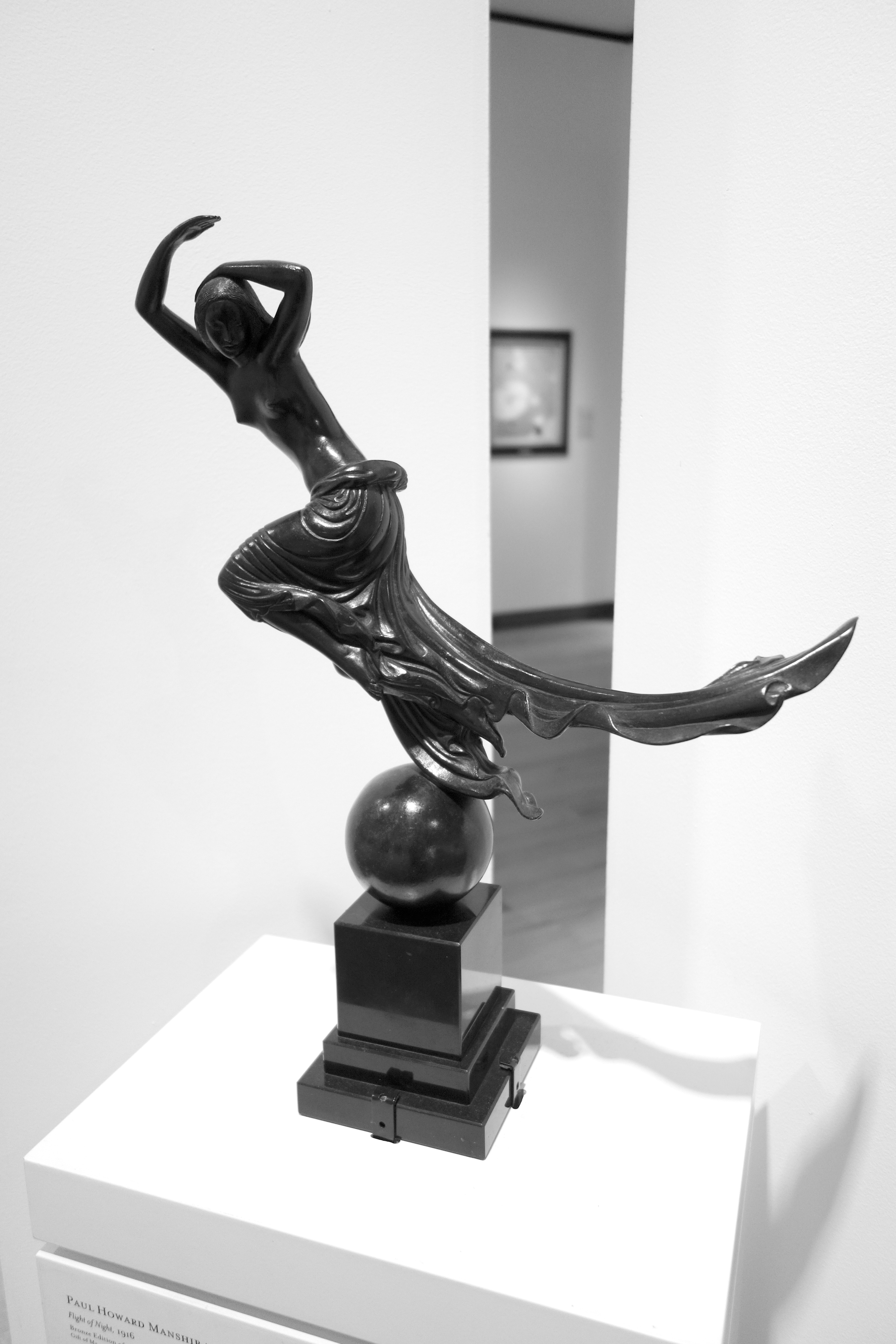
Пол Говард Меншіп. «Політ ночі», 1916 рік.

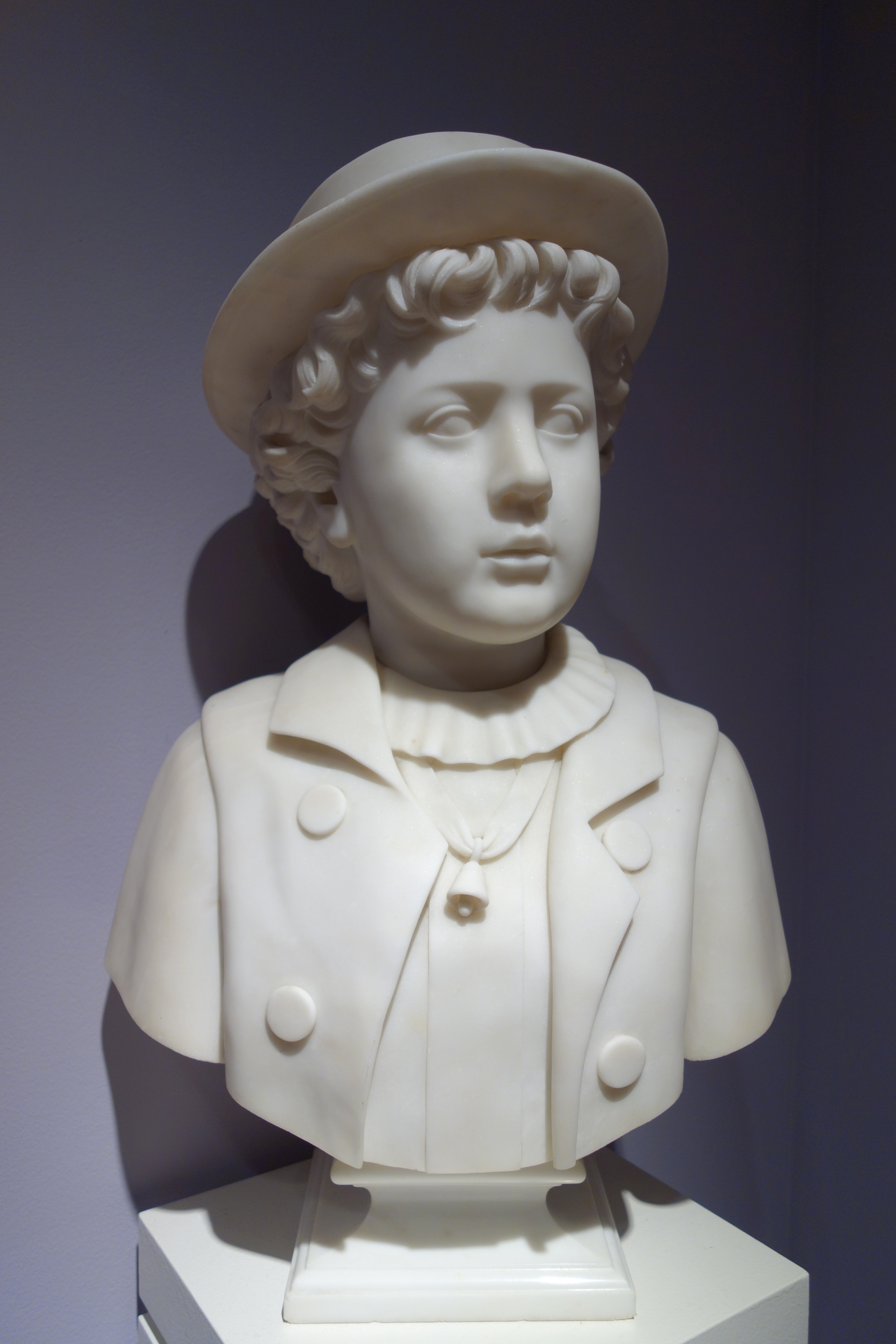
Лонгворт Пауверс. «Портрет невідомого хлопчика», мармур, до 1780 р.
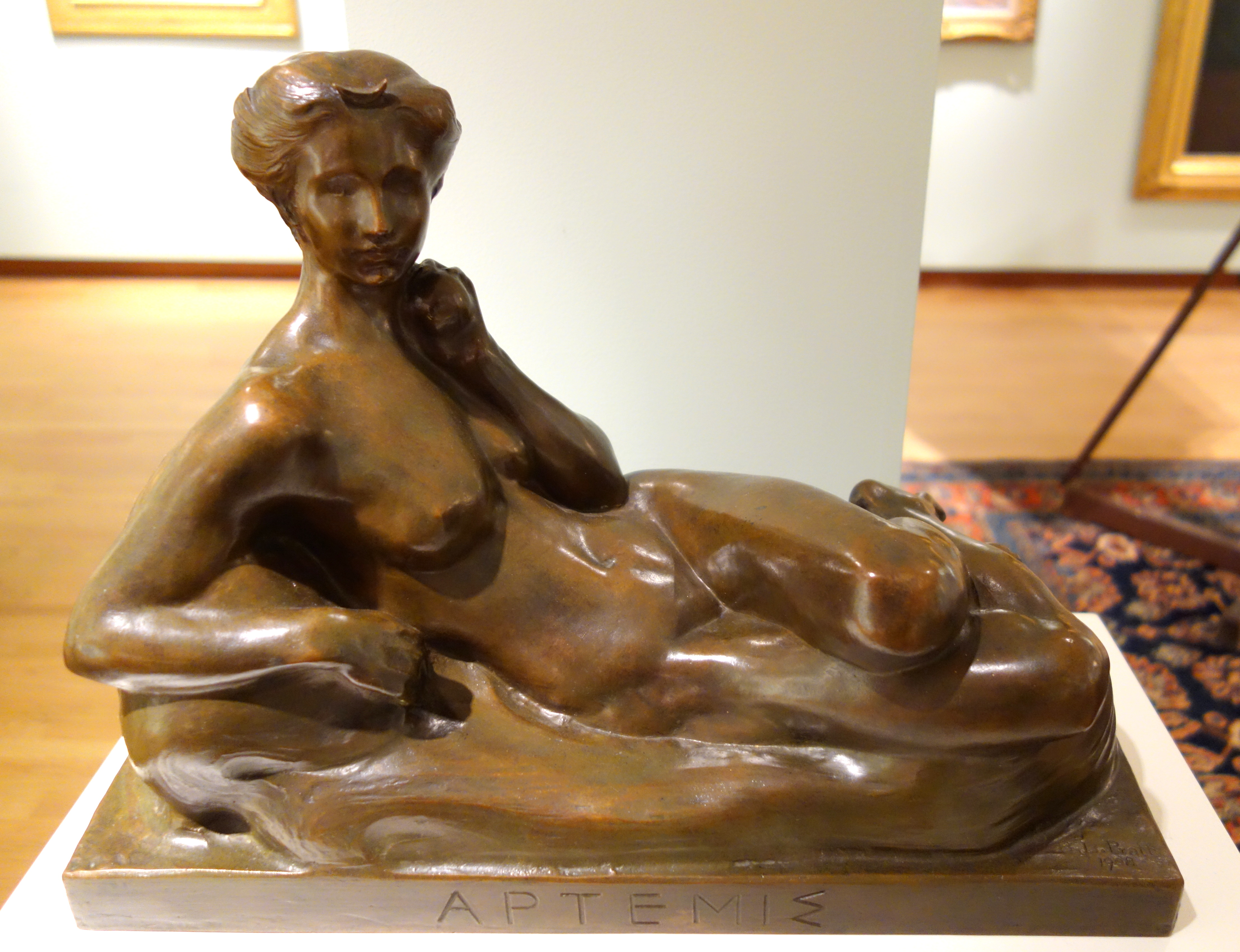
Бела Ліон Пратт. «Артеміда», бронза, 1908 р.
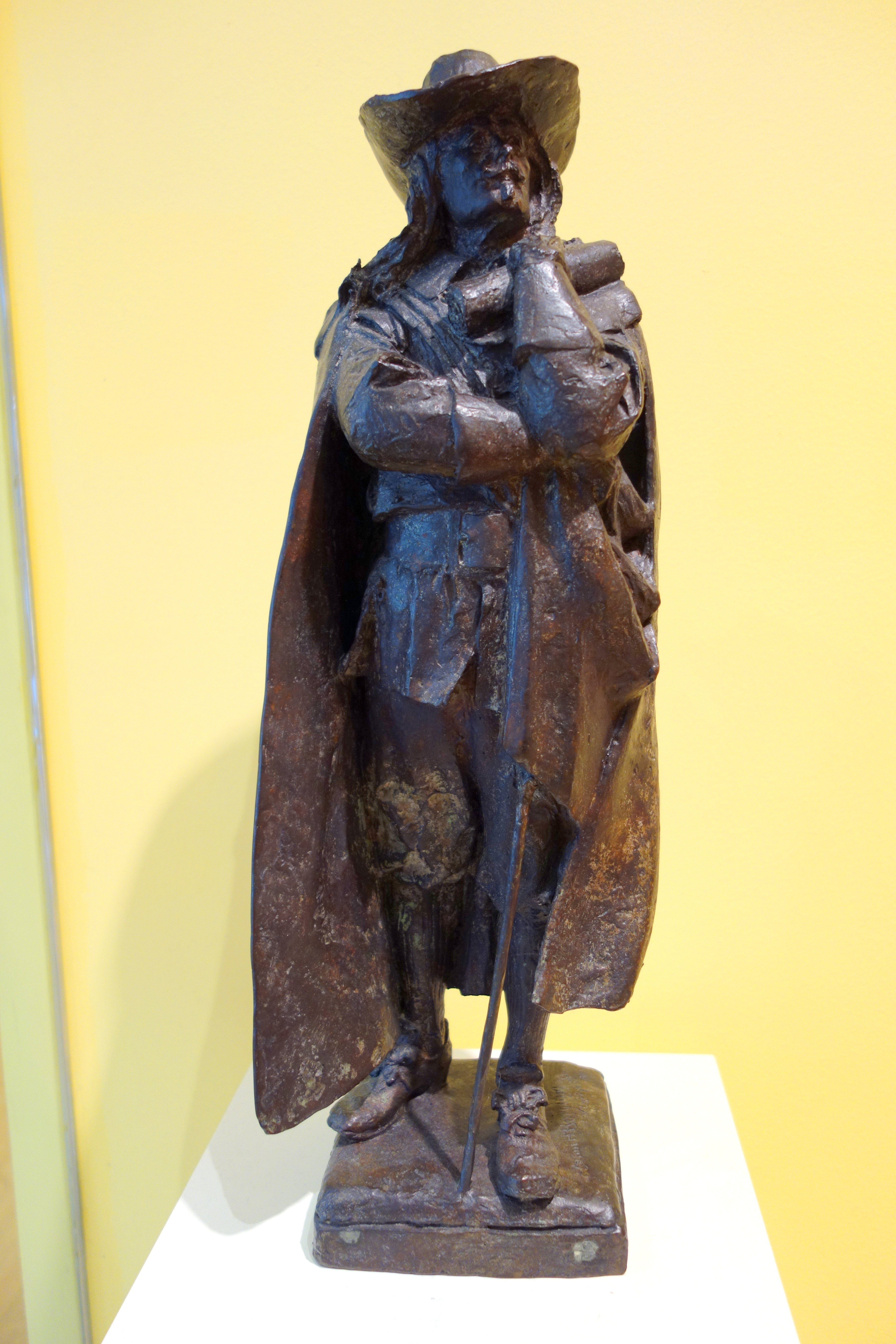
Соломон Борглум. «Якоб Лейстер», модель 1913 р.
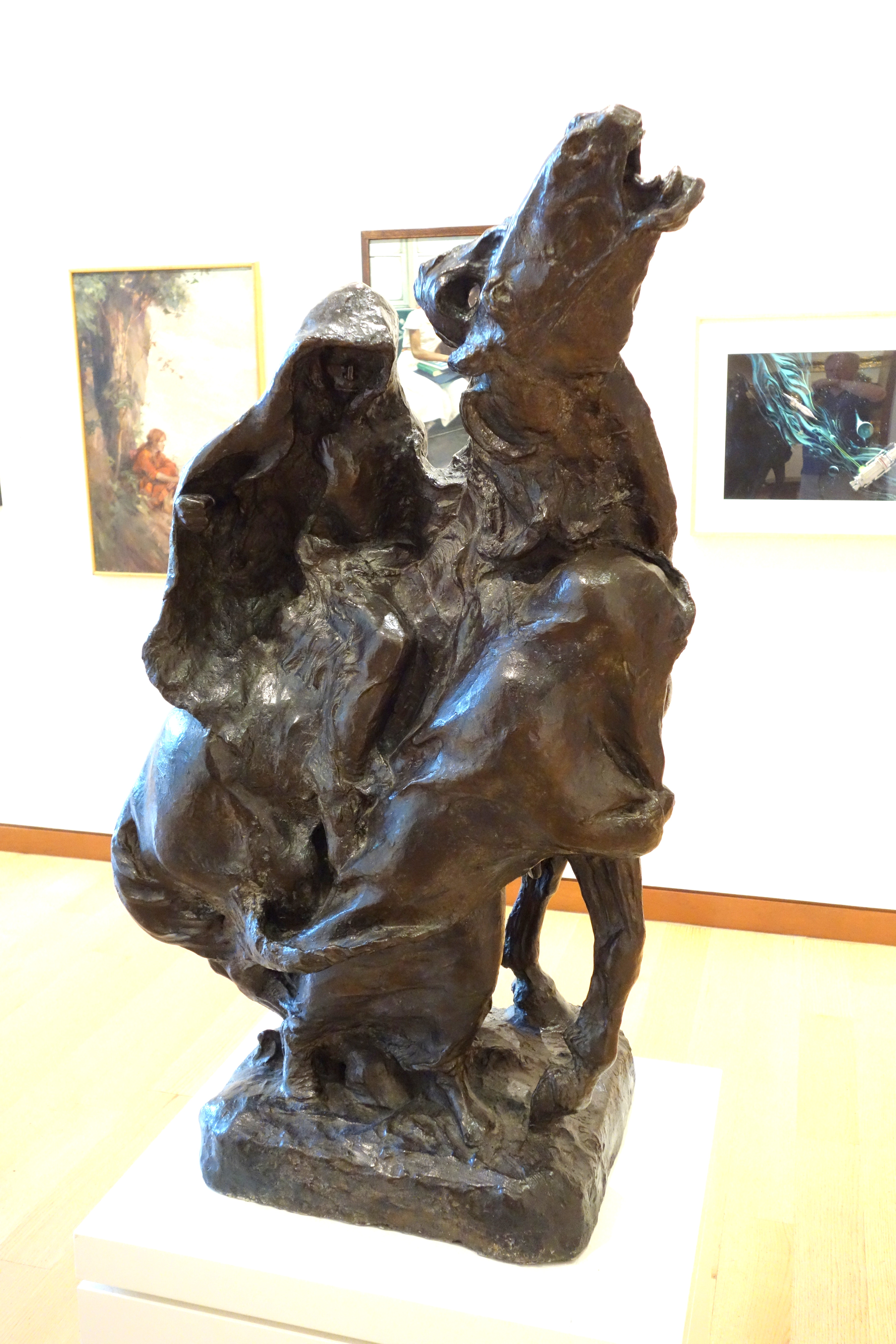
Соломон Борглум. «Вершник»